# Giải Vô địch Wimbledon
Giải Wimbledon (tiếng Anh: The Championships Wimbledon) là giải đấu quần vợt lâu đời và có uy tín nhất trên thế giới. Giải được tổ chức tại All England Club ở Wimbledon, Luân Đôn kể từ năm 1877.
Wimbledon là một trong bốn giải Grand Slam cũng với Úc mở rộng, Pháp Mở rộng, và Mỹ Mở rộng. Kể từ khi giải Úc Mở rộng chuyển sang mặt sân cứng vào năm 1988, Wimbledon là giải đấu lớn duy nhất tổ chức trên sân cỏ.
Giải diễn ra trong hơn hai tuần cuối tháng 6 và đầu tháng 7, mà tâm điểm của sự chú ý là các trận chung kết đơn nữ và đơn nam, lần lượt được tổ chức vào các ngày thứ bảy và chủ nhật thứ hai của tháng 7. Năm nội dung dành cho các tay vợt trưởng thành, cùng các nội dung trẻ và nội dung khách mời được tổ chức đều đặn hàng năm. Wimbledon gây chú ý nhờ truyền thống về trang phục cũng như việc không đặt các biển quảng cáo quanh sân. Vào năm 2009, Sân Trung tâm của Wimbledon được lắp thêm mái vòm kéo để việc che mưa qua đó tiết kiệm được thời gian.

## Lịch sử

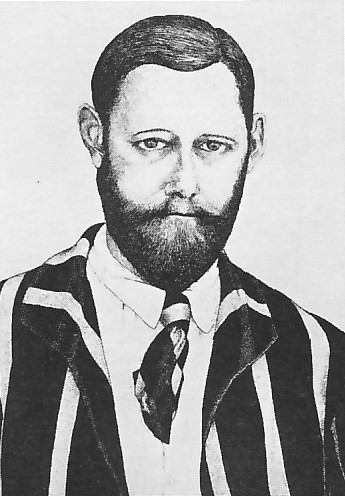
Spencer Gore, nhà vô địch Wimbledon đầu tiên.

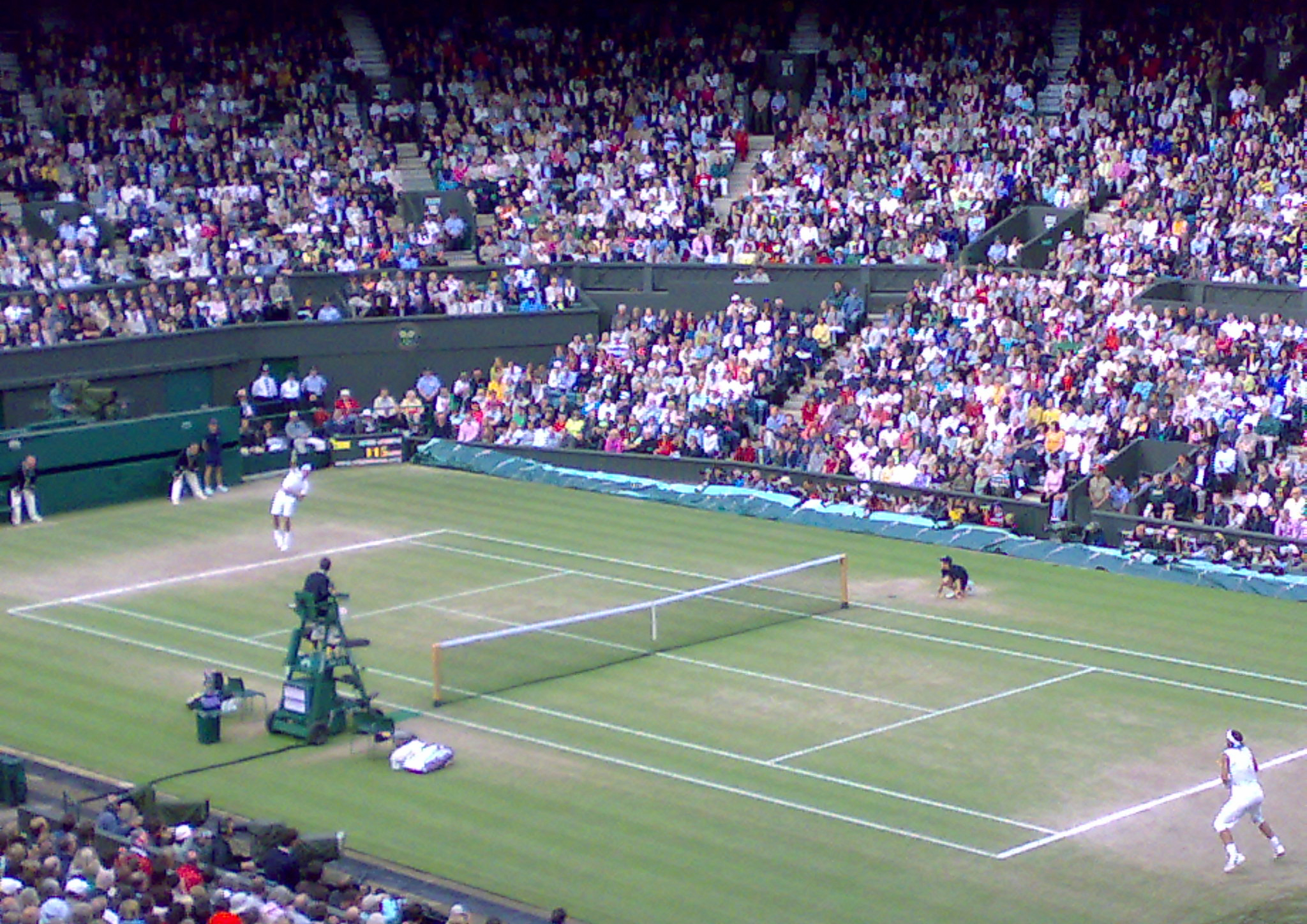
Roger Federer giao bóng cho Rafael Nadal

All England Lawn Tennis and Croquet Club (Câu lạc bộ croquet và quần vợt sân cỏ toàn Anh') là một câu lạc bộ tư nhân được thành lập vào ngày 23 tháng 7 năm 1868, ban đầu có tên là "The All England Croquet Club" (Câu lạc bộ croquet toàn Anh). Sân đầu tiên của câu lạc bộ nằm gần đường Worple Road, Wimbledon. Vào năm 1876, quần vợt sân cỏ, trò chơi được Thiếu tá Walter Clopton Wingfield khởi phát khoảng một năm trước đó và ban đầu có tên là Sphairistikè, được bổ sung vào chương trình hoạt động của câu lạc bộ. Mùa xuân năm 1877, câu lạc bộ được đổi tên là "The All England Croquet and Lawn Tennis Club" và đánh dấu cột mốc này bằng việc tổ chức Giải vô địch Quần vợt sân cỏ đầu tiên. Một bộ luật mới, thay thế cho bộ luật do Marylebone CC quản lý, được soạn ra để phục vụ cho sự kiện. Luật lệ ngày nay gần như tương tự ngoại trừ các chi tiết như chiều cao lưới và các cột cũng như khoảng cách từ đường biên giao bóng tới lưới.
Giải đầu tiên, Giải quần vợt Wimbledon 1877, khai mạc ngày 9 tháng 7 năm 1877. Nội dung đơn nam là nội dung duy nhất được tổ chức và người chiến thắng là Spencer Gore, một cựu tay vợt môn rackets của trường Harrow School, trong số 22 tay vợt tham gia. Khoảng 200 quan khách đã trả mỗi người một shilling để xem trận chung kết.
Các sân được sắp xếp sao cho sân đấu chính nằm ở chính giữa, do đó sân chính có tên là "Centre Court". Cái tên này được giữ nguyên khi câu lạc bộ chuyển tới địa điểm như ngày nay trên đường Church Road vào năm 1922 mặc dù không còn ở vị trí trung tâm nữa. Tuy nhiên vào năm 1980, bốn sân mới được đưa vào hoạt động ở phía bắc của sân, có nghĩa là Centre Court trở lại với vị trí giống như tên gọi của sân. Việc Mở cửa Sân số 1 vào năm 1997 lại càng nhấn mạnh thêm điều này.

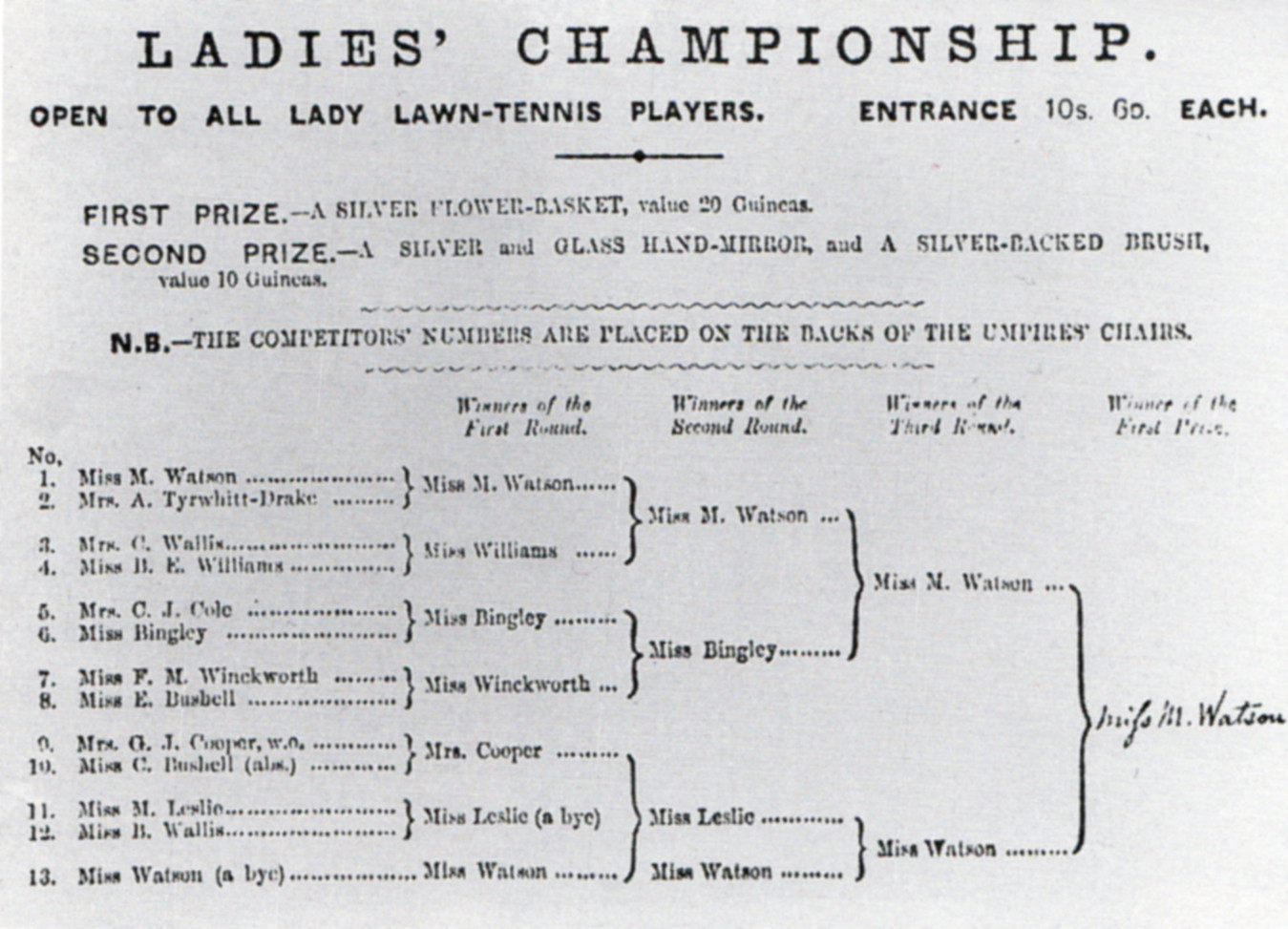
Giải đơn nữ Wimbledon 1884. Giải nhất, được trao cho Maud Watson, là một giỏ hoa bằng bạc trị giá 20 đồng xu guinea.

Cho tới năm 1882, quần vợt hoạt động chủ yếu ở câu lạc bộ, đo đó vào năm này từ "croquet" bị loại khỏi tên của câu lạc bộ. Tuy nhiên vì lý do tình cảm nên từ này được phục hồi lại vào năm 1899.
Vào năm 1884, câu lạc bộ bổ sung thêm các nội dung đơn nữ và đôi nam. Các cuộc thi đấu đôi nữ và đôi nam nữ được thêm vào năm 1913. Cho đến năm 1922, chỉ phải chơi duy nhất trận chung kết với đối thủ xuất sắc nhất tại vòng ngoài. Giống như ba giải Major hay Grand Slam còn lại, chỉ các tay vợt nghiệp dư hàng đầu mới được dự tranh, các vận động viên chuyên nghiệp không được dự. Tuy nhiên điều này bị phá bỏ vào năm 1968 khi kỷ nguyên mở ra đời. Kể từ khi Fred Perry vô địch đơn nam năm 1936 thì phải tới năm 2013 Andy Murray mới là người Vương quốc Anh tiếp theo vô địch nội dung này. Trong khi đó cũng chưa từng có tay vợt Vương quốc Liên hiệp Anh nào vô địch đơn nữ kể từ thời của Virginia Wade vào năm 1977, mặc dù Annabel Croft và Laura Robson lần lượt giành chức vô địch đơn nữ trẻ năm 1984 và 2008. Giải được truyền hình lần đầu tiên năm 1937.
Mặc dù tên chính thức của giải là "The Championships, Wimbledon", thì giải còn có thể được nhắc đến với các tên như "The All England Lawn Tennis Championships", "The Wimbledon Championships" hay chỉ đơn giản là "Wimbledon". Từ năm 1912 tới 1924, giải được International Lawn Tennis Federation công nhận với cái tên "World Grass Court Championships".

## Các nội dung
Wimbledon gồm năm nội dung chính, năm nội dung trẻ và năm nội dung khách mời.

### Các nội dung chính

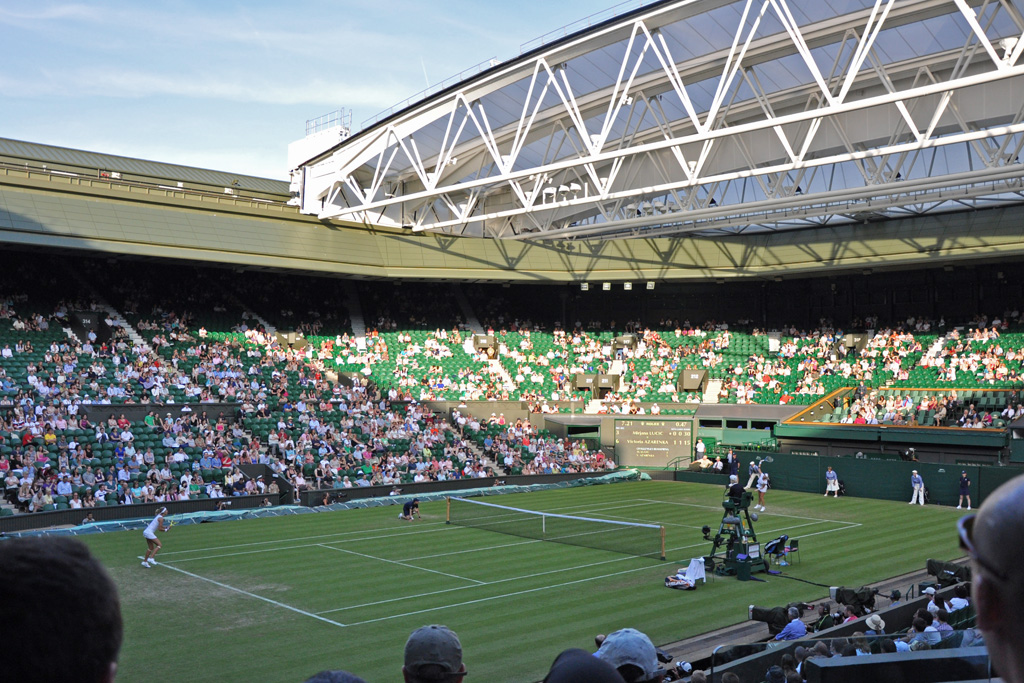
Centre Court tại Giải quần vợt Wimbledon 2010

Các nội dung chính, cùng số tay vợt (hoặc cặp vận động viên đối với đánh đôi) gồm:
- Đơn nam (128)
- Đơn nữ (128)
- Đôi nam (64)
- Đôi nữ (64)
- Đôi nam nữ (48)

### Các nội dung trẻ
- Đơn nam trẻ (64)
- Đơn nữ trẻ (64)
- Đôi nam trẻ (32)
- Đôi nữ trẻ (32)
- Đôi người khuyết tật (12)

Không có nội dung đôi nam nữ trẻ.

### Các nội dung khách mời
- Đôi nam khách mời (8 cặp thi đấu vòng tròn)[d]
- Đôi nam khách mời lớn tuổi (8 cặp thi đấu vòng tròn)[e]
- Đôi nữ khách mời (8 cặp thi đấu vòng tròn)
- Đôi nam xe lăn (4 cặp)[11]
- Đôi nữ xe lăn (4 cặp)[11]

Từ năm 2016 ban tổ chức bổ sung thêm nội dung đơn xe lăn.

### Thể thức thi đấu
Tại nội dung đơn nam và đôi nam, bên nào thắng ba set trước sẽ thắng trận đấu; trong khi các nội dung khác trận đấu kết thúc khi có người thắng hai set. Loạt tiebreak sẽ diễn ra nếu tỉ số của set đấu là 6–6. Kể từ năm 2019, set cuối cùng sẽ có loạt tiebreak khi tỉ số là 12-12.
Tất cả các nội dung đều thi đấu theo thể thức loại trực tiếp, ngoại trừ các nội dung đôi nam, nữ và nam lớn tuổi khách mời thi đấu theo thể thức loại trực tiếp.
Trước năm 1922, nhà vô địch của giải năm trước (ngoại từ nội dung đôi nữ và đôi nam nữ) được đặc cách vào thẳng trận chung kết (khi đó gọi là vòng thách đấu). Điều này giúp nhiều tay vợt bảo vệ danh hiệu trong nhiều năm liền, do họ được nghỉ ngơi còn các đối thủ phải thi đấu từ các vòng ngoài. Kể từ năm 1922, các đương kim vô địch buộc phải thi đấu tất cả các vòng chính giống như các đấu thủ khác.

## Các vận động viên và cách phân hạt giống
Cả hai nội dung đơn nam và đơn nữ bao gồm 128 vận động viên. Kể từ mùa giải 2001 trứoc khi các giải đấu bắt đầu ban tổ chức công bố 32 hạt giống đơn nam và đơn nữ, 16 cặp hạt giống ở mỗi nội dung đôi. Hệ thống xếp hạng hạt giống được bắt đầu từ Giải quần vợt Wimbledon 1924. Ở thời điểm đó việc phân hạt giống cho phép các quốc gia có 4 vận động viên của nước đó ở bốn nhánh đấu riêng. Hệ thống này được thay thế từ Giải quần vợt Wimbledon 1927 và kể từ đó các tay vợt được xếp hạng hạt giống theo thứ hạng. Hai hạt giống số một đầu tiên là René Lacoste và Helen Wills.
Ủy ban điều hành (Committee of Management) sẽ quyết định những tay vợt nào được nhận wildcard. Thông thường, wild card sẽ là các vận động vien có thành tích tốt ở các giải trước hoặc thu hút sự chú ý của công chúng nếu tham dự Wimbledon. Wild card duy nhất từng vô địch đơn nam là Goran Ivanišević vào năm 2001. Các vận động viên và các cặp không có thức hạng đủ cao hay không được trao wild card phải thi đấu ở vòng loại được tổ chức một tuần trước Wimbledon tại Sân thể thao của Ngân hàng Anh nằm ở Roehampton. Các cuộc thi đấu vòng loại diễn ra trong ba vòng; vòng loại đánh đôi chỉ diễn ra trong một vòng. Không có vòng loại cho nội dung đôi nam nữ. Thành tích tốt nhất của các tay vợt nội dung đơn phải xuất phát từ vòng loại là vòng bán kết: John McEnroe vào năm 1977 (nam), Vladimir Voltchkov năm 2000 (nam), và Alexandra Stevenson năm 1999 (nữ).
Các vận động viên được phép thi đấu ở nội dung trẻ nhờ sự đề đạt của các hiệp hội quần vợt quốc gia, dựa theo bảng xếp hạng của Liên đoàn quần vợt quốc tế và, đối với nội dung đơn, nhờ thi đấu vòng loại. Đối với nội dung khách mờ, Ủy ban điều hành là bên quyết định.
Ủy ban xếp hạng giống các tay vợt hàng đầu theo dựa trên xếp hạng, nhưng có thể thay đổi theo thành tích trên mặt sân cỏ của vận động viên. Từ năm 2002 sau thỏa thuận với ATP thì việc xếp hạng hạt giống có những thay đổi. Các hạt giống vẫn thuộc top 32 vận động viên trên BXH ATP, thứ tự hạt giống được xác định theo công thức: Điểm của ATP + 100% điểm nhận được từ các giải sân cỏ trong 12 tháng gần nhất + 75% điểm nhận được tại giải sân cỏ tốt nhất trong 12 tháng trước đó. Chỉ có hai tay vợt không được xếp hạng hạt giống từng vô địch đơn nam: Boris Becker năm 1985 và Goran Ivanišević năm 2001. Năm 1985 chỉ có 16 hạt giống và Becker xếp hạng 20; Ivanišević xếp thứ 125 khi vô địch với tư cách wildcard, mặc dù trước đó từng vào chung kết ba lần, và từng là tay vợt số 2 thế giới; xếp hạng của anh thấp là do chấn thương vai dai dẳng ba năm liền, và chỉ vừa mới bình phục. Vào năm 1996, Richard Krajicek, người ban đầu không được xếp hạt giống, lên ngôi vô địch (xếp thứ 17, và chỉ có 16 hạt giống) nhưng được xếp làm hạt giống (vẫn với số 17) khi Thomas Muster bỏ cuộc trước giải. Chưa từng tay vợt nữ không được xếp hạng hạt giống nào vô địch; nhà vô địch có thứ hạng hạt giống thấp nhất là Venus Williams vào năm 2007 ở vị trí thứ 23. Các cặp không xếp hạng hạt giống cũng có một số lần gây bất ngờ; đặc biệt vào năm 2005 giải lần đầu tiên có hai nhà vô địch đôi nam dự tranh từ vòng loại.

## Sân thi đấu

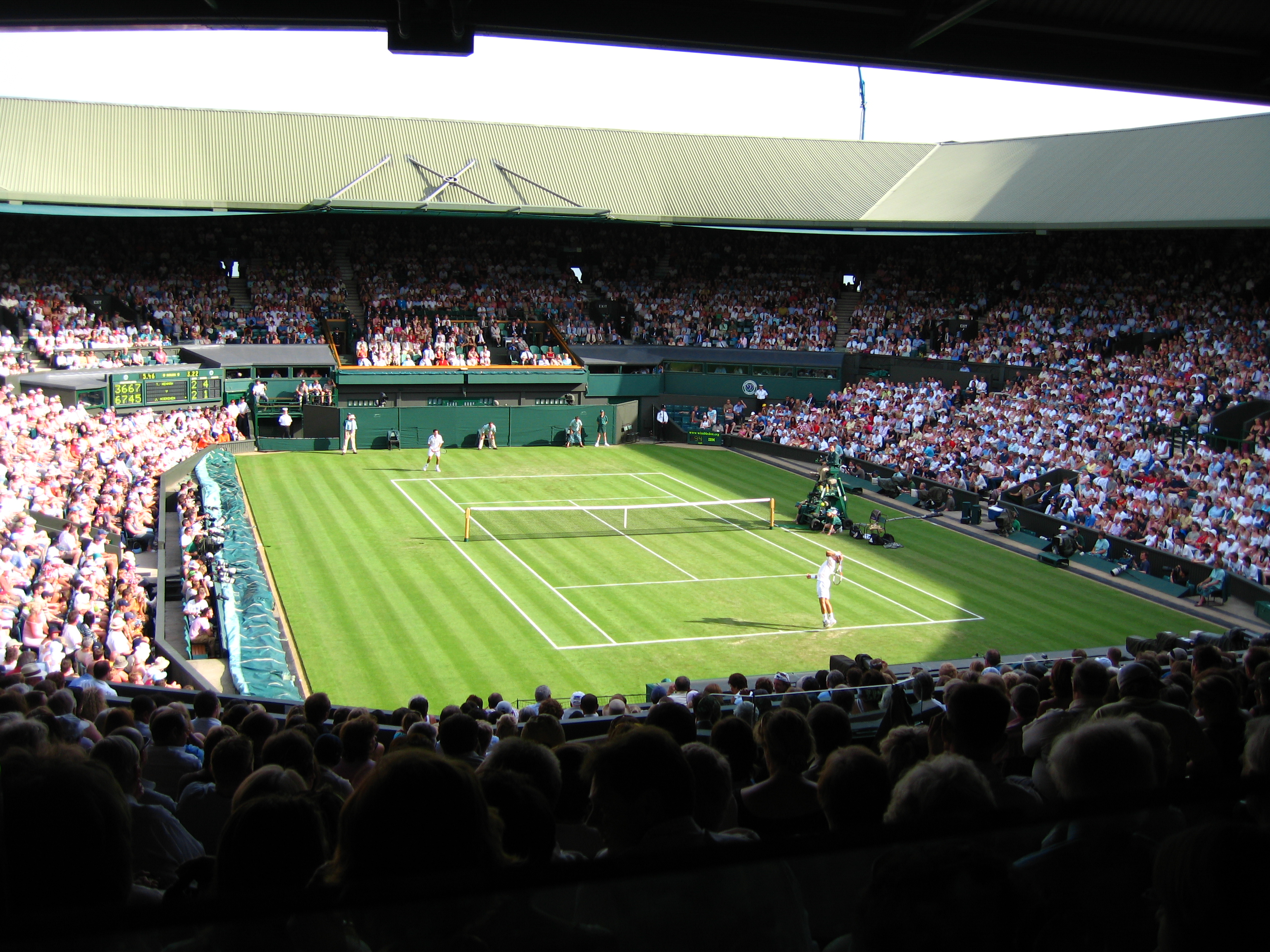
Sân Trung tâm tại Wimbledon

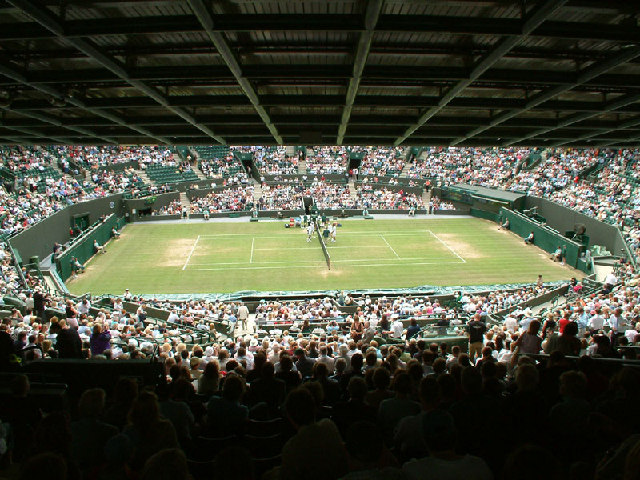
Sân số 1

Wimbledon có 19 sân, tất cả đều có mặt sân cỏ. Đây là truyền thống "lawn tennis" (quần vợt trên sân cỏ) của người Anh, vì vậy họ vẫn muốn giữ mặc dù hầu hết tất cả các giải quần vợt khác trên thế giới dùng sân cứng hoặc sân đất nện (clay court). Trên sân cỏ banh đi nhanh, nảy thấp và không đều, vì vậy nó thường thích ứng với những tay đấu thủ hay giao banh và chạy lên lưới (serve and volley). Nhưng có trường hợp đặc biệt là Bjorn Borg, vốn là tay vợt trước đó đã thành danh từ sân đất nện rất ít khi lên lưới, nhưng đã vô địch Wimbledon 5 năm liên tiếp (1976-1980).
Sân thi đấu chính ở Wimbledon có tên là Sân Trung tâm (Centre Court), các trận chung kết luôn diễn ra ở đó. Do thời tiết ở Luân Đôn hay mưa trong thời gian tổ chức giải, người ta đã quyết định lắp mái che di động trên sân, đã hoàn thành năm 2009.
Sân Số 1 nguyên thủy gắn liền với Sân Trung tâm, nhưng năm 1997 được làm lại, thay bằng khán đài mới có sức chứa lớn hơn. Người ta nói rằng Sân Số 1 nguyên thủy có một không khí rất độc đáo, được nhiều đấu thủ ưa thích, vì vậy việc thay nó đã làm buồn lòng nhiều người. Sân Số 1 cũng là nơi thi đấu một số trận quan trọng như tứ kết giải đơn, và có một màn ảnh truyền hình khổng lồ bên ngoài cho những người tụ tập trên một bãi cỏ cao để xem. Người Anh thường đặt tên cho ngọn đồi theo tên đấu thủ Anh "gà nhà" nào có nhiều hi vọng thắng giải. Ngày trước đấu thủ Anh đó là Tim Henman nên họ gọi là "ngọn đồi Henman". Nay đấu thủ Anh có hi vọng là Andy Murray nên lại gọi là "ngọn đồi Murray". Họ hy vọng có được nhà vô địch đơn nam người Anh đầu tiên kể từ Fred Perry năm 1936.
Sân Số 2 có hỗn danh là "Mồ chôn các nhà vô địch" vì nơi đó nhiều tay vợt có hạng từng thua những đấu thủ xếp hạng thấp hơn. Các nạn nhân có cả Andre Agassi, Pete Sampras... và suýt nữa là thêm Tim Henman ở vòng 1 giải năm 2005.

## Truyền thống

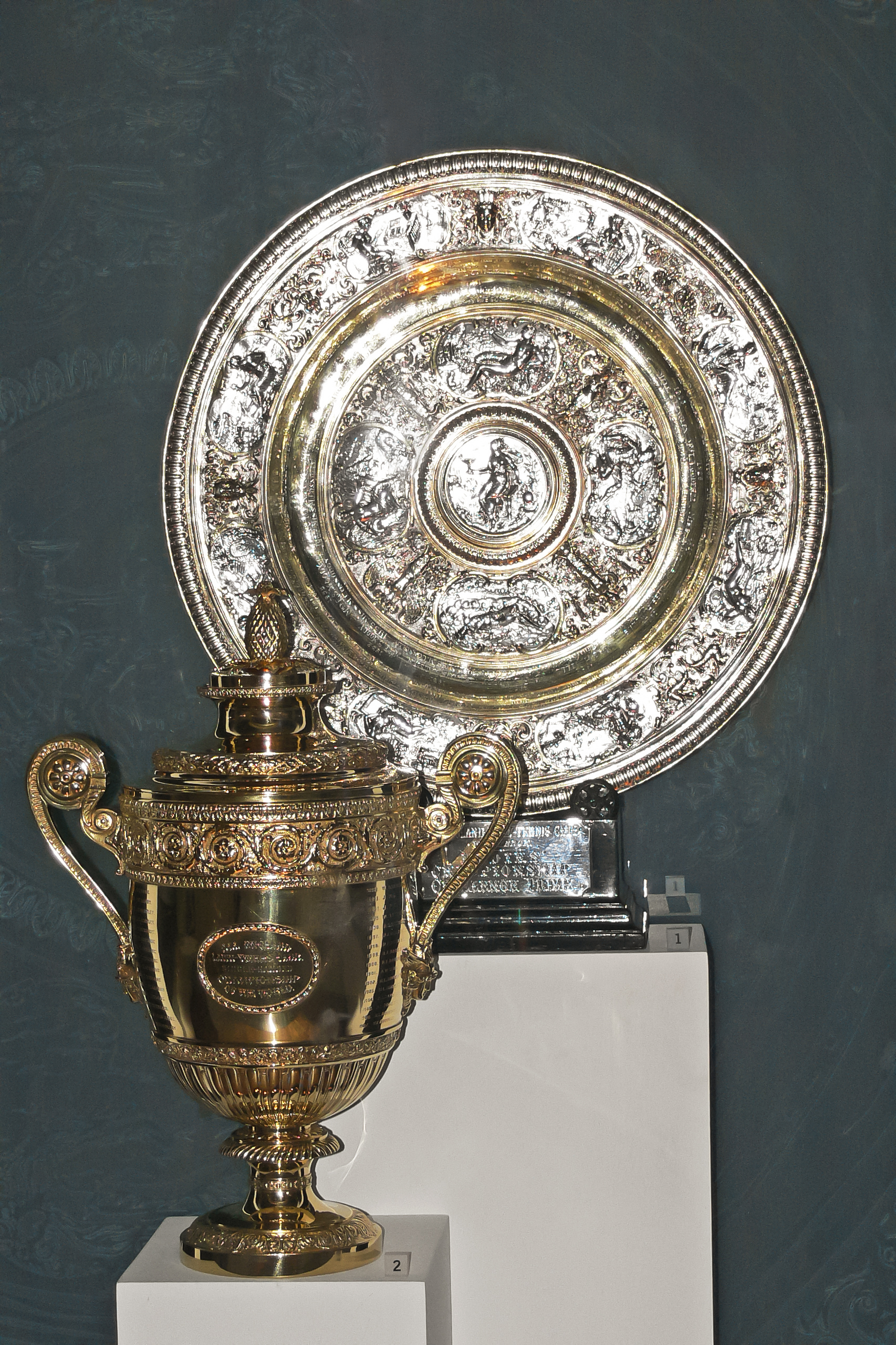
Cúp Vô địch đơn nam (trái) và nữ

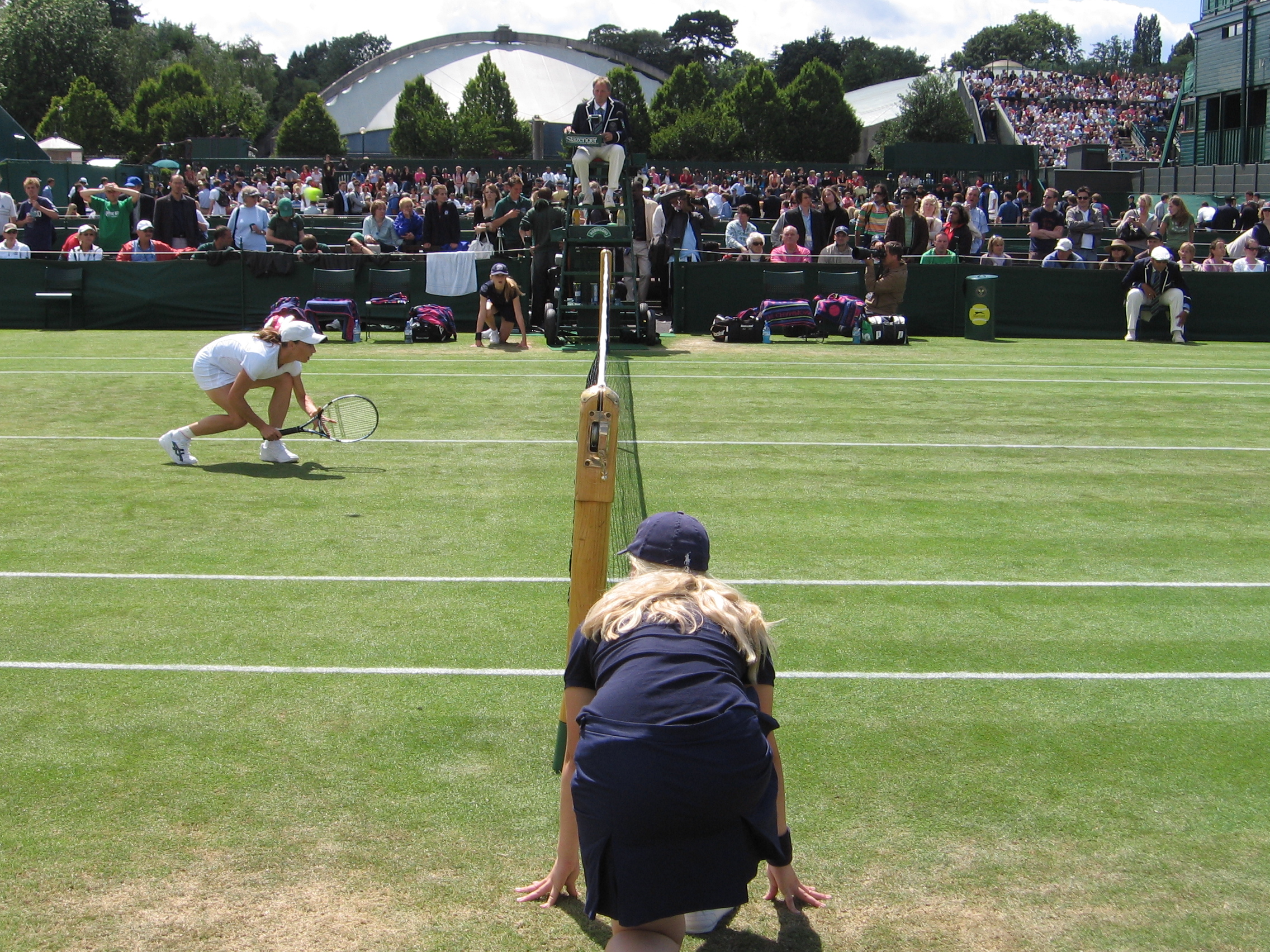
Cô gái nhặt bóng tại Wimbledon 2007

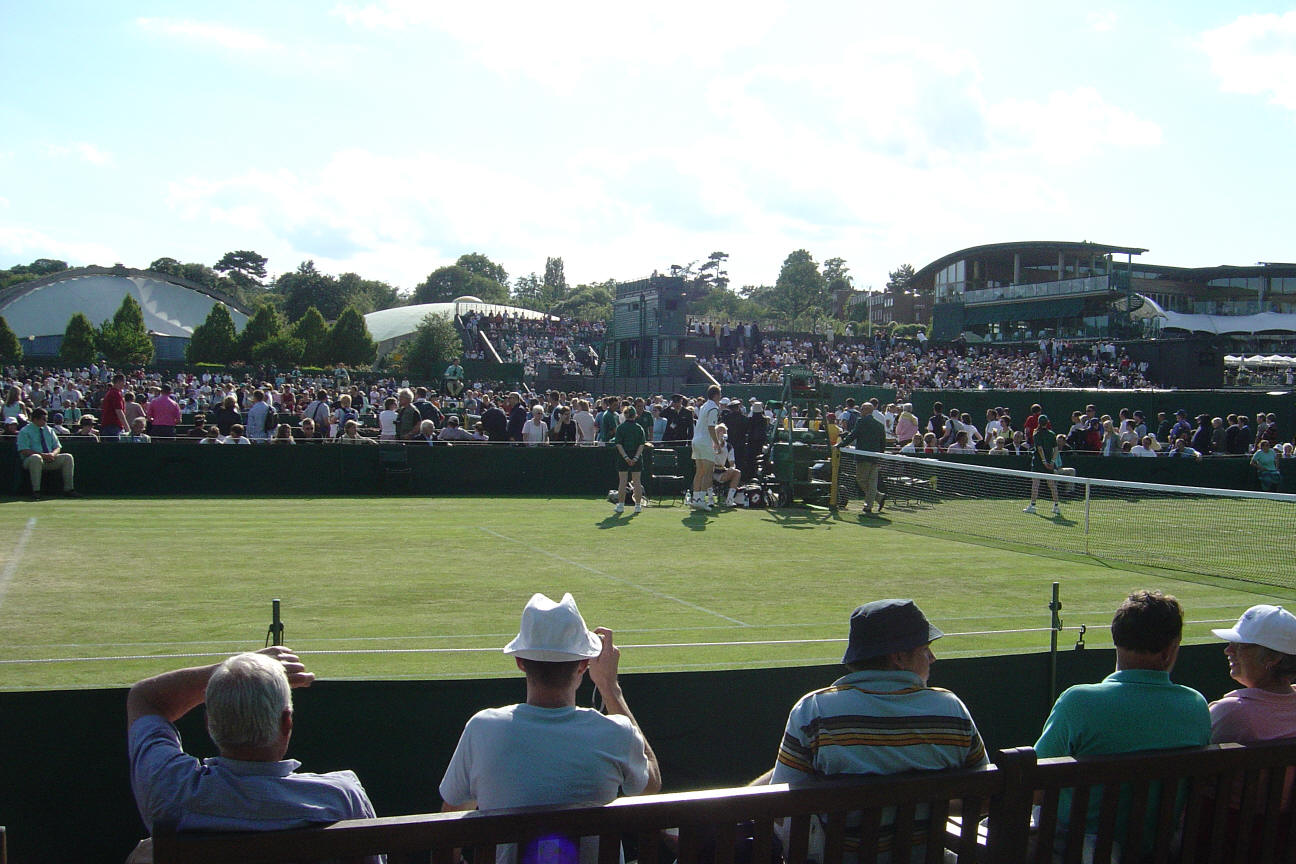
Sân số 10 – ở các sân bên ngoài không còn một chỗ trống

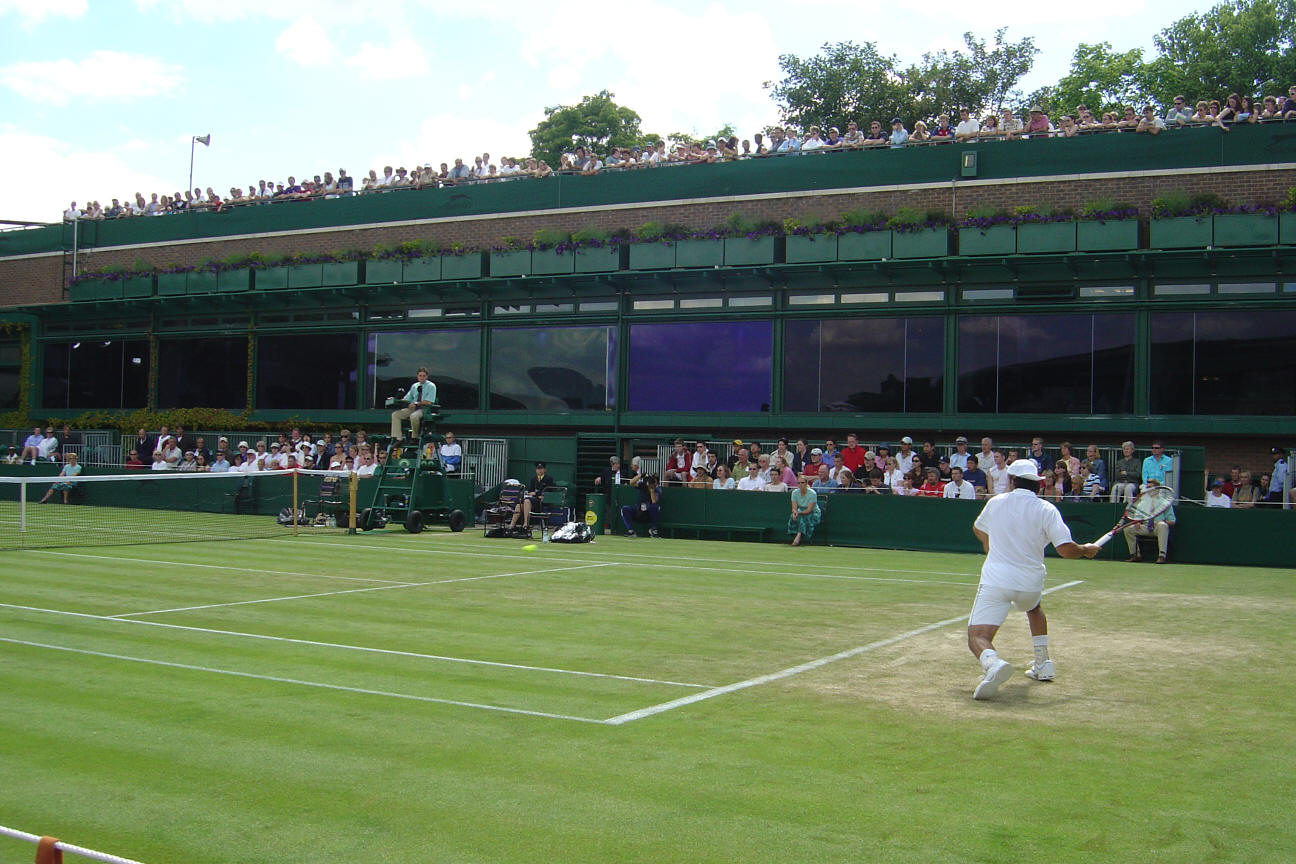
Sébastien Grosjean thực hiện cú đánh ở sân 18 tại giải năm 2004.

### Các cô bé và cậu bé nhặt bóng
Trong các trận đấu tại giải, các cô và cậu bé nhặt bóng, còn được gọi là các BBG, đóng vai trò quan trọng giúp giải đấu diễn ra trơn tru. Kể từ năm 1947 lực lượng nhặt bóng được cung cấp bởi trường Goldings. thuộc quỹ từ thiện Barnardo's Từ những năm 1920 trở về trước đơn vị cung cấp là Nhà trẻ em Shaftesbury.
Kể từ năm 1969, các BBG được cử tới làm nhiệm vụ từ các trường địa phương. Tính tới 2008 các cô cậu bé nhặt bóng được chọn từ các trường tại các khu của Luân Đôn như Merton, Sutton, Kingston, và Wandsworth, cũng như tới từ Surrey. Trước đây, trường văn phạm nam sinh Wandsworth ở Sutherland Grove, trường nữ sinh Southfields và Mayfield ở West Hill, Wandsworth (cả hai đều đã ngừng hoạt động), là các trường được chọn cung cấp BBG, phần nào nhờ gần câu lạc bộ. BBG có độ tuổi trung bình 15, từ các lớp chín và mười trong hệ thống giáo dục Anh. BBG sẽ phục vụ một cho tới năm giải đấu (nếu được chọn lại).
Từ năm 2005, các đội BBG gồm sáu người, hai người ở hai bên lưới, bốn người ở các góc. Các đội nhặt bóng sẽ luân phiên đổi lượt, tuần tự một giờ trên sân, một giờ nghỉ, (hai giờ tùy thuộc vào sân đấu). Các đội sẽ không được thông báo họ sẽ làm việc ở sân nào trong ngày hôm đó nhằm đảm bảo các tiêu chuẩn như nhau ở tất cả các sân. Với sự gia tăng số sân và tăng thời gian thi đấu trong ngày, tính tới 2008, số BBG được yêu cầu là khoảng 250. Kể từ ngày thứ Tư thứ hai, các BBG được cho nghỉ, để lại khoảng 80 người trong ngày Chủ nhật cuối cùng. Mỗi BBG được nhận một chứng nhận, một ống bóng đã qua sử dụng, một ảnh của nhóm và tờ chương trình khi rời giải. Việc nhặt bóng được trả lương tổng cộng là từ 120 tới 180 bảng Anh một người sau quãng thời gian 13 ngày, tùy thuộc vào số thời gian tham gia. Mỗi BBG được phép giữ tất cả các phục trang, thường bao gồm ba tới bốn áo thun, hai hay ba quần đùi hoặc skort (váy với quần đùi bên trong), tracksuit, mười hai cặp vớ, ba cặp băng cổ tay, một chiếc mũ, túi đựng chai nước, cặp sách và giày. Cùng với đó việc nhặt bóng được xem là đặc quyền, và được coi là một chi tiết có giá trị trong CV của học sinh khi ra trường bởi nó cho thấy kỷ luật của người đó. Các BBG được phân chia theo tỉ lệ 50:50 giữa nam và nữ. Các cô bé nhặt bóng được sử dụng từ năm 1977, được phục vụ ở sân Trung tâm từ năm 1985.
Các BBG tiềm năng đầu tiên sẽ được hiệu trưởng trường tiến cử để cân nhắc chọn lựa. Ứng viên muốn được chọn phải vượt qua bài kiểm tra viết về luật quần vợt, và vượt qua các bài kiểm tra về thể lực, khả năng di chuyển và các bài kiểm tra thích thi khác sau những hướng dẫn ban đầu. Những người vượt qua thành công sẽ bắt đầu giai đoạn luyện tập, bắt đầu từ tháng 2, từ đó người ta sẽ chọn ra các BBG cuối cùng. Tính tới 2008, số người tham gia đợt tập luyện là 600. Giai đoạn này bao gồm các buổi tập hàng tuần với các hướng dẫn thể chất, phương pháp và lý thuyết, nhằm đảm bảo các BBG phải thật nhanh, lẹ, tự tin và thích nghi tốt với các tình huống.

### Màu sắc và đồng phục
Xanh lá cây đậm và tía là những màu truyền thống của Wimbledon. Wimbledon cũng là giải đấu duy nhất bắt buộc các tay vợt phải mặc trang phục "chủ yếu là màu trắng" trong các trận đấu chính thức của giải. Việc mặc đồ trắng cùng với vài điểm nhấn màu khác cũng có thể chấp nhận được, miễn không phải là hình logo thương hiệu (ngoại lệ duy nhất là logo của nhà sản xuất trang phục). Một số tranh cãi nổi lên sau khi Martina Navratilova mặc áo có hình nhãn hiệu thuốc lá "Kim" vào năm 1982. Cho tới năm 2005, trọng tài chính, trọng tài biên, các cô cậu nhặt bóng đều mặc màu xanh lá cây; tuy nhiên, từ năm 2006, những người này mặc đồng phục màu xanh hải quân và màu kem.

### Hoàng gia
Trước kia, truyền thống của Sân Trung tâm còn đòi hỏi các vận động viên khi vào sân và khi rời sân phải cúi chào các người thuộc hoàng tộc ngồi trong Chỗ Ngồi Hoàng gia (Royal Box). Nhưng từ 2003, chủ tịch của All England Club, Công tước xứ Kent, quyết định chấm dứt điều lệ này. Các vận động viên chỉ phải chào khi có sự hiện diện của Nữ hoàng (Elizabeth II) hay Thái tử (Charles), cụ thể là khi Nữ hoàng tới dự khán vào ngày 24 tháng 6 năm 2010.

### Lịch trình
Hàng năm giải bắt đầu 6 tuần trước ngày thứ hai đầu tiên của tháng 8, và kéo dài 2 tuần. Theo truyền thống thì ngày Chủ nhật giữa giải là ngày nghỉ, nhưng do mưa nên đã có bốn lần thông lệ này bị phá vào các năm 1991, 1997, 2004 và 2016. Tuần đầu tiên dành cho các vòng đấu ngoài, tuần thứ hai là các trận vòng 4, tứ kết, bán kết và chung kết.

### Cúp và tiền thưởng
Vô địch đơn nam được nhận một chiếc cúp mạ vàng cao chừng 46 cm (hơn 18 inch). Vô địch đơn nữ nhận một chiếc khay bạc đường kính chừng 48 cm (gần 19 inch), thường gọi là Đĩa Nước Hoa Hồng Vệ Nữ (Venus Rosewater Dish) hoặc gọi tắt là Đĩa Nước Hoa Hồng (Rosewater Dish). Các giải còn lại cũng có cúp. Năm 2009 tiền thưởng là 850.000 bảng Anh cho mỗi danh hiệu vô địch đơn nam và đơn nữ.

## Các nhà vô địch
Martina Navratilova, người Mỹ gốc Tiệp Khắc, là tay vợt đoạt giải đơn nhiều nhất: 9 lần vô địch đơn nữ (1978, 1979, 1982–1987 và 1990), ngoài ra còn có 7 lần vô địch đôi nữ và 4 lần vô địch đôi nam nữ. Các tay vợt nữ thành công khác là Helen Wills Moody với 8 lần vô địch giải đơn; Dorothea Douglass Chambers và Steffi Graf, mỗi người 7 lần giải đơn.
Về phía nam giới, Roger Federer, người Thuỵ Sĩ, là tay vợt đoạt nhiều giải đơn nhất với 8 lần vô địch (2003–2007, 2009, 2012 và 2017). Tiếp theo các tay vợt có 7 lần lên ngôi tại All England Club là: William Renshaw, người Anh (1881–1885 và 1889), Pete Sampras, người Mỹ (1993–1995 và 1997–2000), Novak Djokovic, người Serbia (2011, 2014, 2015, 2018 - 2022 trong đó 2020 không tổ chức vì Covid). Ngoài ra William Renshaw còn 5 lần vô địch giải đôi cùng với người anh em song sinh của mình, Ernest Renshaw.
Kể từ kỷ nguyên mở năm 1968, các nhà vô địch đơn nam nổi tiếng gồm có Bjorn Borg (1976–1980), Pete Sampras (1993–1995 và 1997–2000) và Roger Federer (2003–2007, 2009, 2012 và 2017) và Novak Djokovic (2011, 2014, 2015, 2018 - 2022).
Năm 2013, Andy Murray đã trở thành tay vợt nam đầu tiên sau 77 năm của làng quần vợt Vương quốc Anh giành chức vô địch Wimbledon sau khi anh đánh bại Djokovic 3–0 (6–4, 7–5, 6–4) trong trận chung kết.
Danh sách đầy đủ các nhà vô địch:
- Vô địch đơn nam
- Vô địch đơn nữ
- Vô địch đôi nam
- Vô địch đôi nữ
- Vô địch đôi nam nữ

## Điểm thứ hạng
Điểm trên bảng xếp hạng ATP và WTA kết thúc thay đổi theo mỗi kỳ Wimbledon. Sau đây là điểm số các tay vợt đánh đơn nhận được tùy theo thành tích của họ:
|         | ATP  | WTA  |
| ------- | ---- | ---- |
| Vòng 1  | 10   | 10   |
| Vòng 2  | 45   | 70   |
| Vòng 3  | 90   | 130  |
| Vòng 4  | 180  | 240  |
| Tứ kết  | 360  | 430  |
| Bán kết | 720  | 780  |
| Á quân  | 1200 | 1300 |
| Vô địch | 2000 | 2000 |

## Kỉ lục
| Kỷ lục                                                                    | Thời kỳ                                 | Tay vợt                                               | Số lần                              | Năm |
| ------------------------------------------------------------------------- | --------------------------------------- | ----------------------------------------------------- | ----------------------------------- | --- |
| Giải nam diễn ra từ 1877                                                  |                                         |                                                       |                                     | |
| Vô đich nam nhiều lần nhất                                                | Trước 1968:                             | William Renshaw                                       | 7                                   | 1881, 1882, 1883, 1884, 1885, 1886, 1889 |
| Vô đich nam nhiều lần nhất                                                | Sau 1968:                               | Roger Federer                                         | 8                                   | 2003, 2004, 2005, 2006, 2007, 2009, 2012,2017 |
| Vô địch nam liên tiếp nhiều lần nhất                                      | Trước 1968:                             | William Renshaw                                       | 6                                   | 1881, 1882, 1883, 1884, 1885, 1886 |
| Vô địch nam liên tiếp nhiều lần nhất                                      | Sau 1968:                               | Björn Borg Roger Federer                              | 5                                   | 1976, 1977, 1978, 1979, 1980 2003, 2004, 2005, 2006, 2007 |
| Vô địch đôi nam nhiều lần nhất                                            | Trước 1968:                             | Reggie Doherty & Laurie Doherty                       | 8                                   | 1897, 1898, 1899, 1900, 1901, 1903, 1904, 1905 |
| Vô địch đôi nam nhiều lần nhất                                            | Sau 1968:                               | Todd Woodbridge                                       | 9                                   | 1993, 1994, 1995, 1996, 1997, 2000 (với Mark Woodforde), 2002, 2003, 2004 (với Jonas Björkman)                                                                            |
| Vô đich đôi nam liên tiếp nhiều lần nhất                                  | Trước 1968:                             | Reggie Doherty & Laurie Doherty                       | 5                                   | 1897, 1898, 1899, 1900, 1901 |
| Vô đich đôi nam liên tiếp nhiều lần nhất                                  | Sau 1968:                               | Todd Woodbridge & Mark Woodforde                      | 5                                   | 1993, 1994, 1995, 1996, 1997 |
| Vô địch đôi nam nữ nhiều lần nhất                                         | Trước 1968:                             | Ken Fletcher Vic Seixas                               | 4                                   | 1963, 1965, 1966, 1968 (với Margaret Court) 1953, 1954, 1955, 1956 (3 với Doris Hart, 1 với Shirley Fry Irvin)                                                            |
| Vô địch đôi nam nữ nhiều lần nhất                                         | Sau 1968:                               | Owen Davidson Leander Paes                            | 4                                   | 1967, 1971, 1973, 1974 (với Billie Jean King) 1999 (với Lisa Raymond), 2003 (với Martina Navratilova), 2010 (với Cara Black), 2015 (với Martina Hingis)                   |
| Đoạt nhiều chức vô địch nhất (Tổng số vô địch: đơn, đôi, đôi nam nữ)      | Trước 1968:                             | William Renshaw                                       | 14                                  | 1880–1889 (7 đơn, 7 đôi) |
| Đoạt nhiều chức vô địch nhất (Tổng số vô địch: đơn, đôi, đôi nam nữ)      | Sau 1968:                               | Todd Woodbridge                                       | 9                                   | 1993–2004 (9 đôi) |
| Giải nữ diễn ra từ 1884                                                   |                                         |                                                       |                                     | |
| Vô địch đơn nữ nhiều lần nhất                                             | Trước 1968:                             | Helen Wills                                           | 8                                   | 1927, 1928, 1929, 1930, 1932, 1933, 1935, 1938 |
| Vô địch đơn nữ nhiều lần nhất                                             | Sau 1968:                               | / Martina Navrátilová                                 | 9                                   | 1978, 1979, 1982, 1983, 1984, 1985, 1986, 1987, 1990 |
| Vô địch đơn nữ liên tiếp nhiều lần nhất                                   | Trước 1968:                             | Suzanne Lenglen                                       | 5                                   | 1919, 1920, 1921, 1922, 1923 |
| Vô địch đơn nữ liên tiếp nhiều lần nhất                                   | Sau 1968:                               | / Martina Navrátilová                                 | 6                                   | 1982, 1983, 1984, 1985, 1986, 1987 |
| Vô địch đôi nữ nhiều lần nhất                                             | Trước 1968:                             | Elizabeth Ryan                                        | 12                                  | 1914 (với Agatha Morton), 1919, 1920, 1921, 1922, 1923, 1925 (với Suzanne Lenglen), 1926 (với Mary Browne), 1927, 1930 (với Helen Wills), 1933, 1934 (với Simone Mathieu) |
| Vô địch đôi nữ nhiều lần nhất                                             | Trước 1968:                             | Billie Jean King                                      | 10                                  | 1961, 1962 (với Karen Hantze Susman), 1965 (với Maria Bueno), 1967, 1968, 1970, 1971, 1973 (với Rosie Casals), 1972 (với Betty Stöve), 1979 (với Martina Navrátilová)     |
| Vô địch đôi nữ nhiều lần nhất                                             | Sau 1968:                               | / Martina Navrátilová                                 | 7                                   | 1976 (với Chris Evert), 1979 (với Billie Jean King), 1981, 1982, 1983, 1984, 1986 (với Pam Shriver)                                                                       |
| Vô địch đôi nữ liên tiếp nhiều lần nhất                                   | Trước 1968:                             | Suzanne Lenglen & Elizabeth Ryan                      | 5                                   | 1919, 1920, 1921, 1922, 1923 |
| Vô địch đôi nữ liên tiếp nhiều lần nhất                                   | Sau 1968:                               | / Martina Navrátilová & Pam Shriver / Natasha Zvereva | 4                                   | 1981, 1982, 1983, 1984 1991 (với Larisa Neiland), 1992, 1993, 1994 (Gigi Fernández)                                                                                       |
| Vô địch đôi nam nữ nhiều lần nhất                                         | Trước 1968:                             | Elizabeth Ryan                                        | 7                                   | 1919, 1921, 1923 (với Randolph Lycett), 1927 (với Frank Hunter), 1928 (với Patrick Spence), 1930 (với Jack Crawford), 1932 (với Enrique Maier)                            |
| Vô địch đôi nam nữ nhiều lần nhất                                         | Sau 1968:                               | / Martina Navrátilová                                 | 4                                   | 1985 (với Paul McNamee), 1993 (với Mark Woodforde), 1995 (với Jonathan Stark), 2003 (với Leander Paes)                                                                    |
| Đoạt nhiều chức vô địch nhất (Tổng số chức vô địch: đơn, đôi, đôi nam nữ) | Trước 1968:                             | Billie Jean King                                      | 20                                  | 1961–1979 (6 đơn, 10 đôi, 4 đôi nam nữ) |
| Đoạt nhiều chức vô địch nhất (Tổng số chức vô địch: đơn, đôi, đôi nam nữ) | Trước 1968:                             | Elizabeth Ryan                                        | 19                                  | 1914–1934 (12 đôi, 7 đôi nam nữ) |
| Đoạt nhiều chức vô địch nhất (Tổng số chức vô địch: đơn, đôi, đôi nam nữ) | Sau 1968:                               | / Martina Navrátilová                                 | 20                                  | 1976–2003 (9 đơn, 7 đôi, 4 đôi nam nữ) |
| Các kỷ lục khác                                                           |                                         |                                                       |                                     | |
| Thắng nhiều game nhất tại chung kết                                       | Thắng nhiều game nhất tại chung kết     | Andy Roddick                                          | 39                                  | 2009 |
| Thi đấu nhiều trận nhất (nam)                                             | Thi đấu nhiều trận nhất (nam)           | Jean Borotra                                          | 223                                 | 1922–1939, 1948–1964 |
| Thi đấu nhiều trận nhất (nữ)                                              | Thi đấu nhiều trận nhất (nữ)            | / Martina Navrátilová                                 | 326                                 | |
| Thua chung kết nhiều nhất (nam hoặc nữ)                                   | Thua chung kết nhiều nhất (nam hoặc nữ) | Chris Evert Blanche Bingley Hillyard                  | 7                                   | |
| Nhà vô địch xếp hạng thấp nhất (nam)                                      | Nhà vô địch xếp hạng thấp nhất (nam)    | Goran Ivanišević                                      | Thứ 125                             | 2001 |
| Vô địch với tư cách wildcard (nam)                                        | Vô địch với tư cách wildcard (nam)      | Goran Ivanišević                                      |                                     | 2001 |
| Nhà vô địch xếp hạng thấp nhất (nữ)                                       | Nhà vô địch xếp hạng thấp nhất (nữ)     | Venus Williams                                        | 31 thế giới (hạt giống 23 của giải) | 2007 |
| Trẻ tuổi nhất đoạt giải (nam)                                             | Trẻ tuổi nhất đoạt giải (nam)           | Boris Becker                                          | 17                                  | 1985 |
| Trẻ tuổi nhất đoạt giải (nữ)                                              | Trẻ tuổi nhất đoạt giải (nữ)            | Lottie Dod                                            | 15                                  | 1887 |
| Trẻ tuổi nhất đoạt giải (đôi nữ)                                          | Trẻ tuổi nhất đoạt giải (đôi nữ)        | Martina Hingis                                        | 15                                  | 1996 |
| Trận chung kết dài nhất (thời gian)                                       | Trận chung kết dài nhất (thời gian)     | Roger Federer v Novak Djokovic                        | 4 giờ 57 phút                       | 2019 |
| Trận đấu có nhiều game nhất                                               | Trận đấu có nhiều game nhất             | John Isner v Nicolas Mahut                            | 183                                 | 2010 |
| Trận đấu dài nhất (nam)                                                   | Trận đấu dài nhất (nam)                 | John Isner v Nicolas Mahut                            | 11 giờ 5 phút                       | 2010 |
| Trận chung kết dài nhất (nữ)                                              | Trận chung kết dài nhất (nữ)            | Lindsay Davenport v Venus Williams                    | 2 giờ 49 phút                       | 2005 |
| Trận đấu dài nhất (nữ)                                                    | Trận đấu dài nhất (nữ)                  | Serena Williams v Elena Dementieva                    | 2 giờ 49 phút                       | 2009 |

## Chùm ảnh

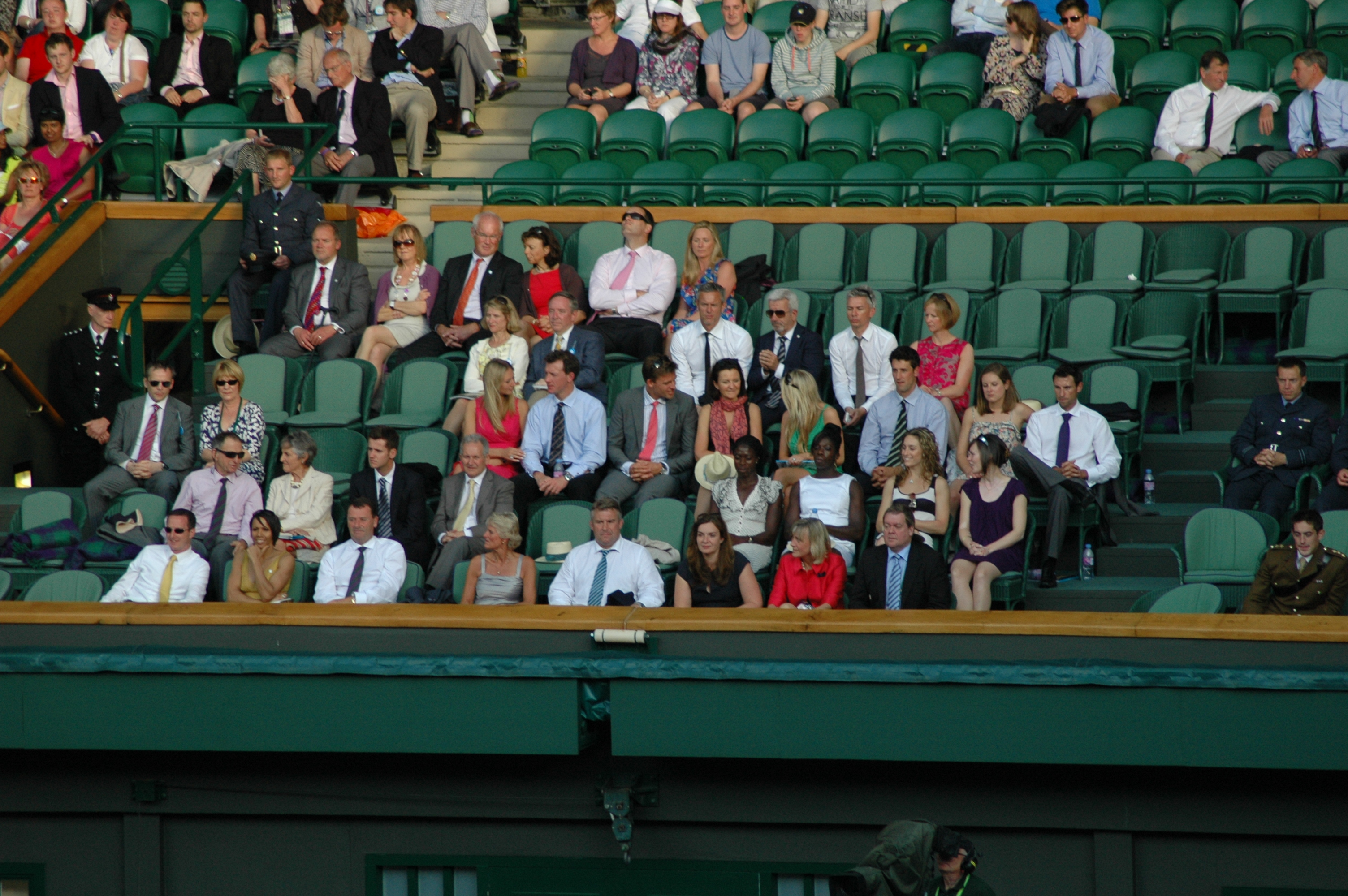
Chỗ Ngồi của Hoàng gia tại Sân Trung tâm, Wimbledon
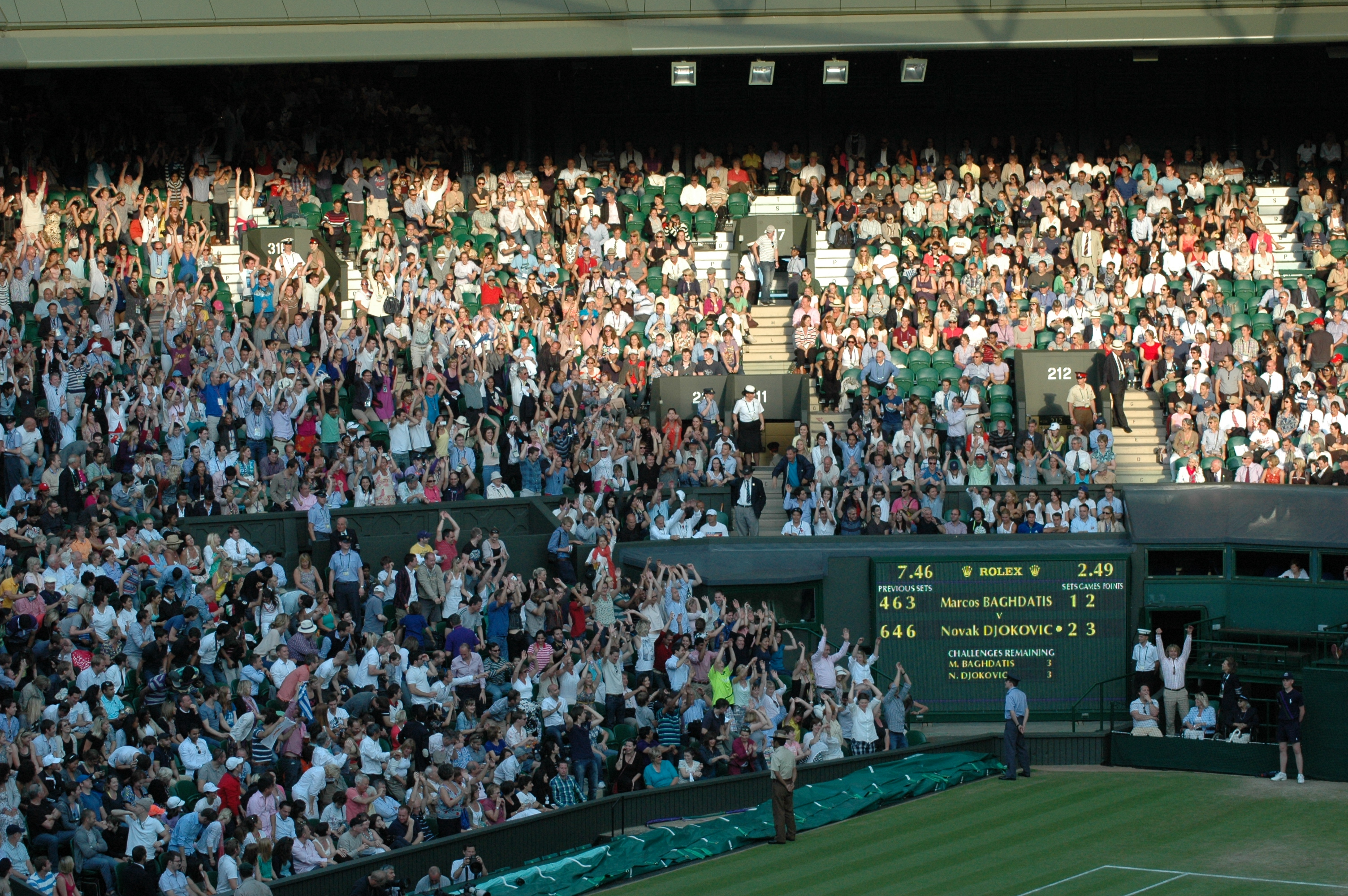
Khán giả tại Sân Trung tâm, Wimbledon
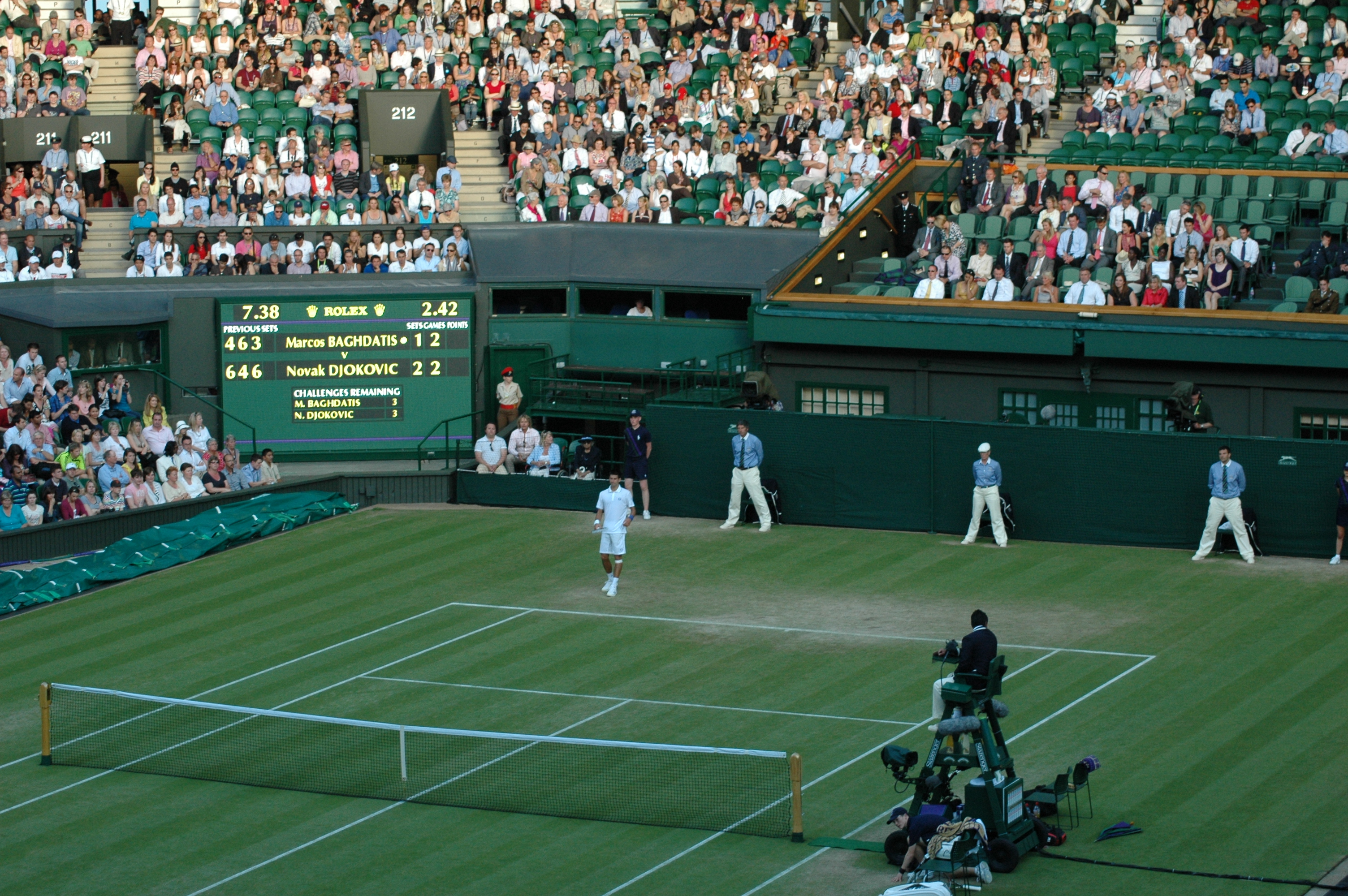
Sân Trung tâm, Wimbledon
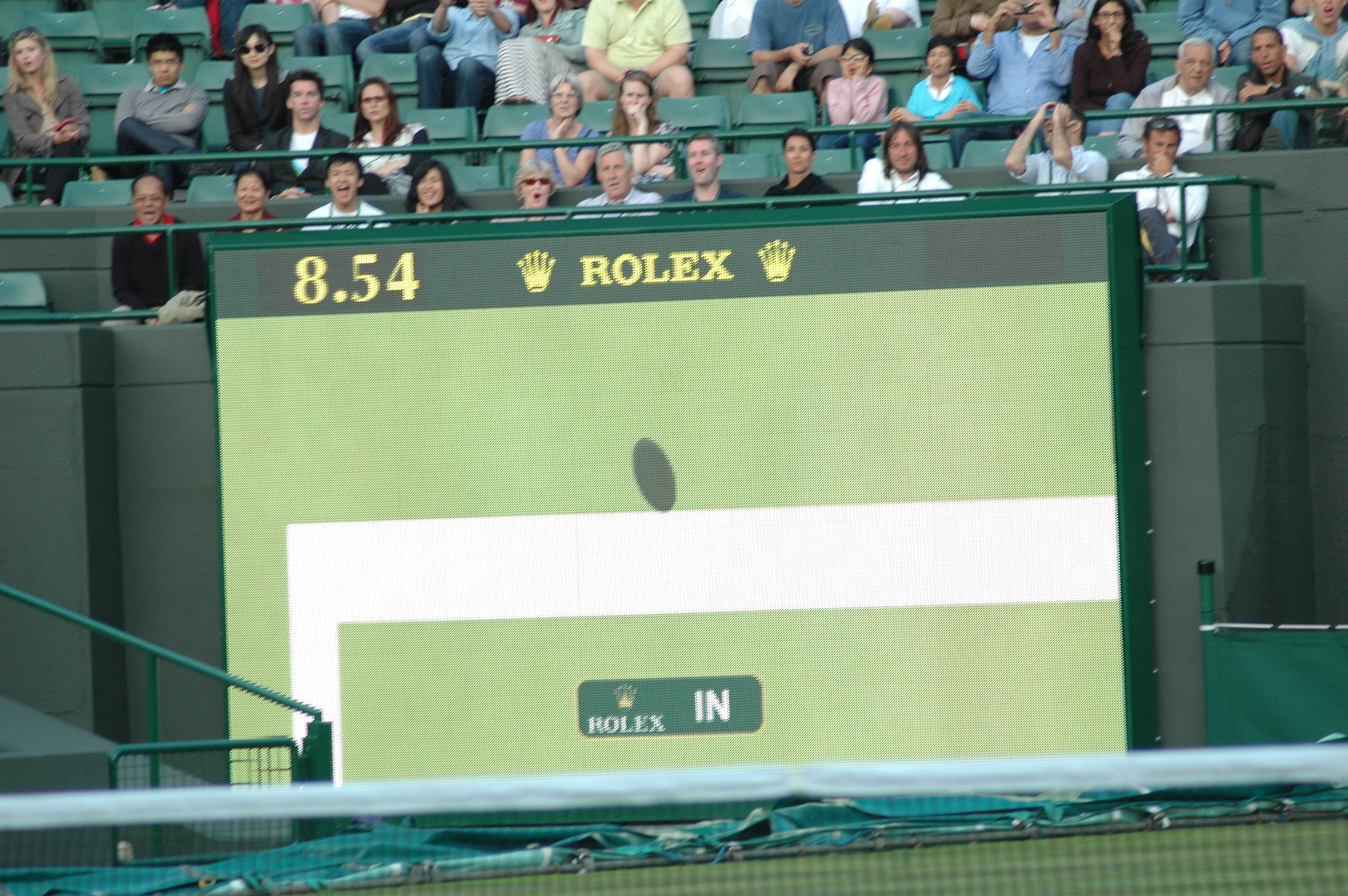
Dùng Kỹ thuật để xem banh vô hay ra ngoài tại Wimbledon
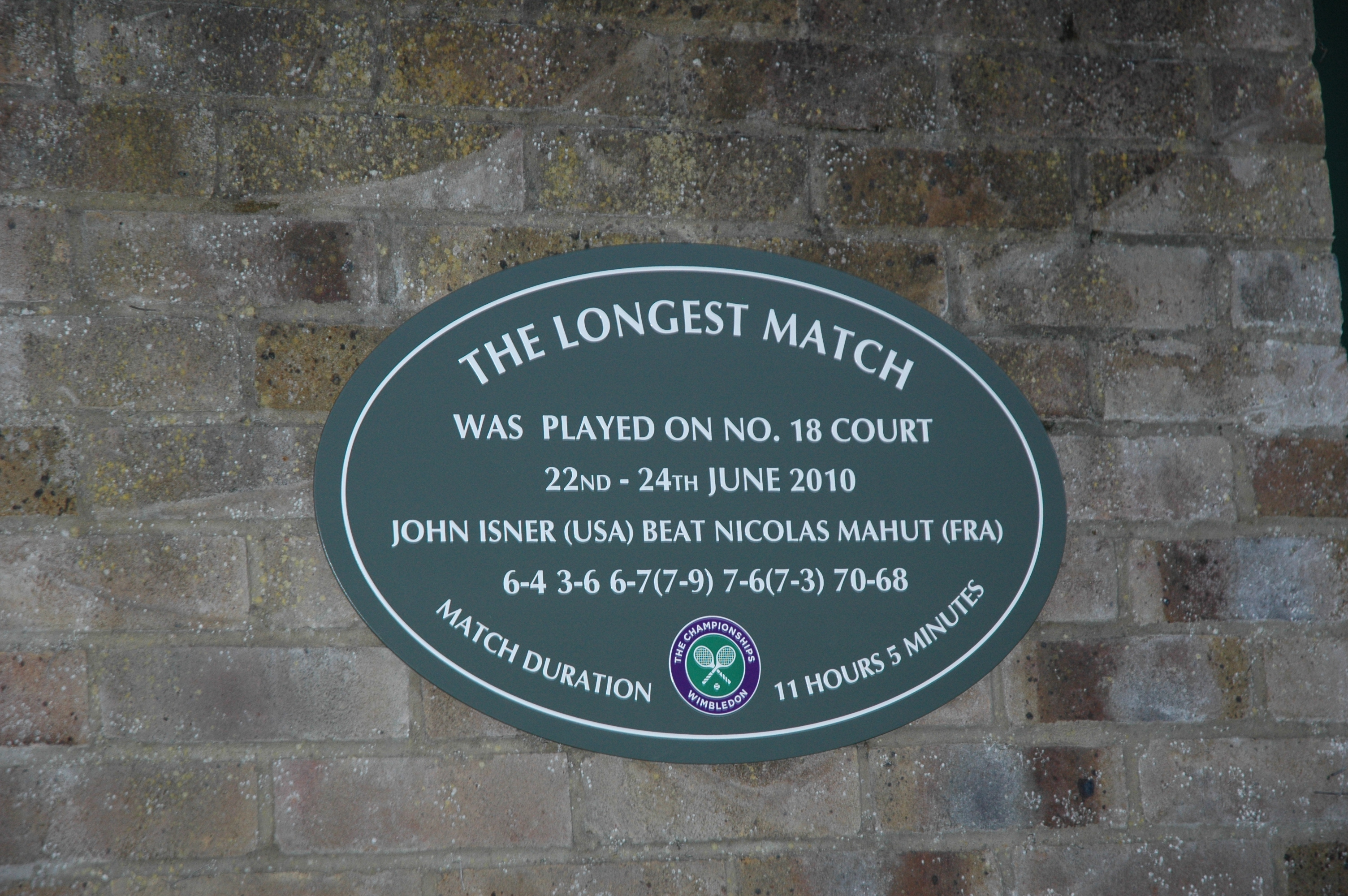
Bảng kỷ niệm trận đấu dài nhất lịch sử tại Wimbledon
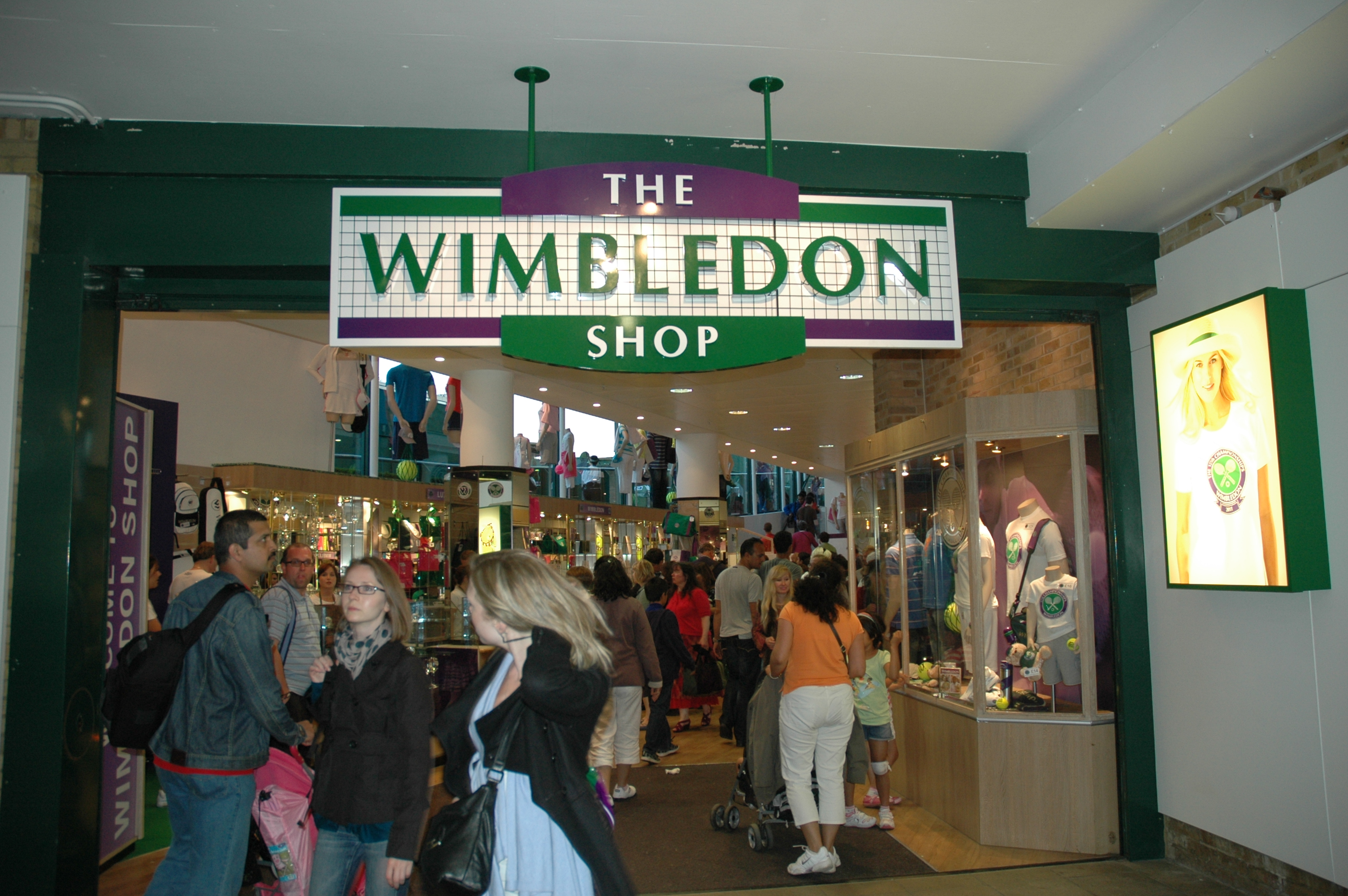
Cửa Hàng Wimbledon
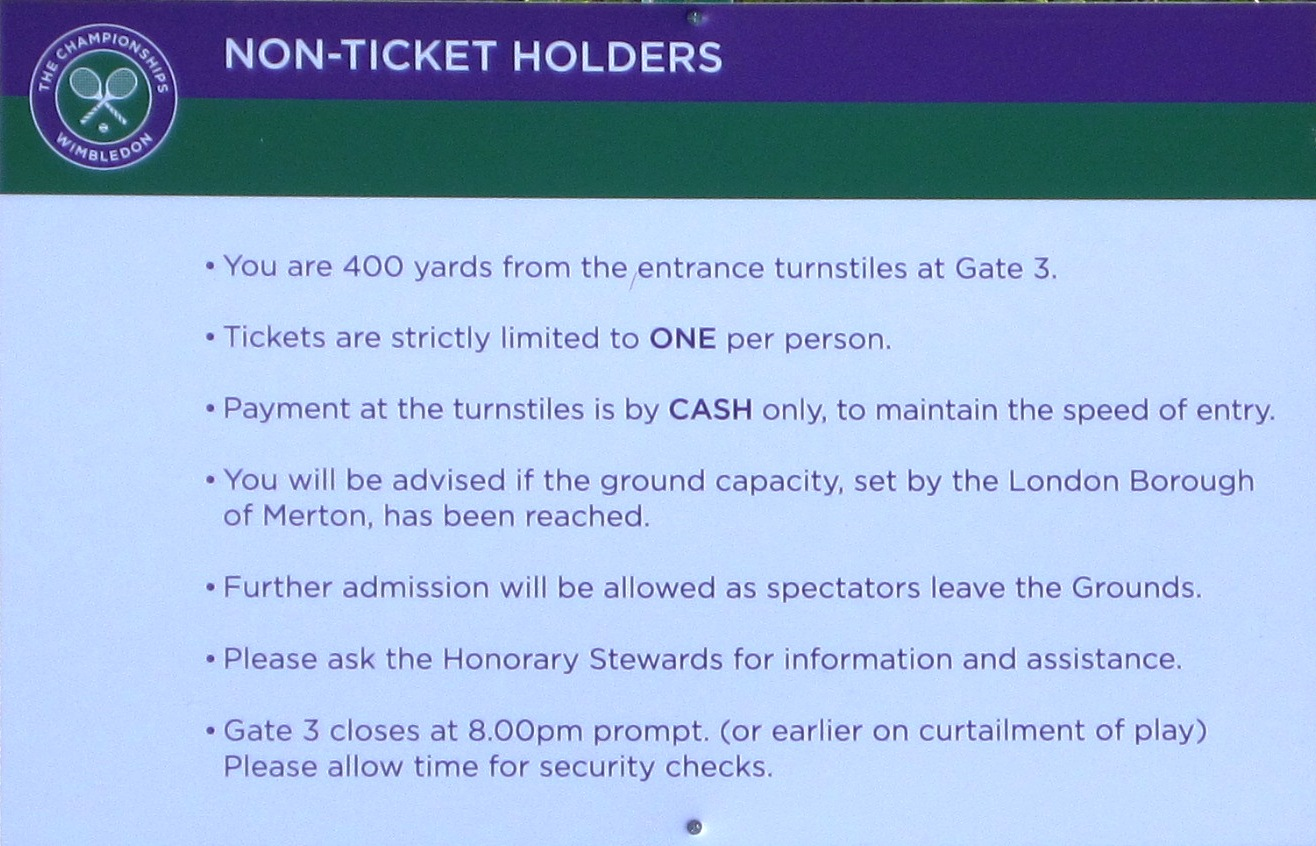
Chỉ Dẫn cho những người không có vé tại Wimbledon
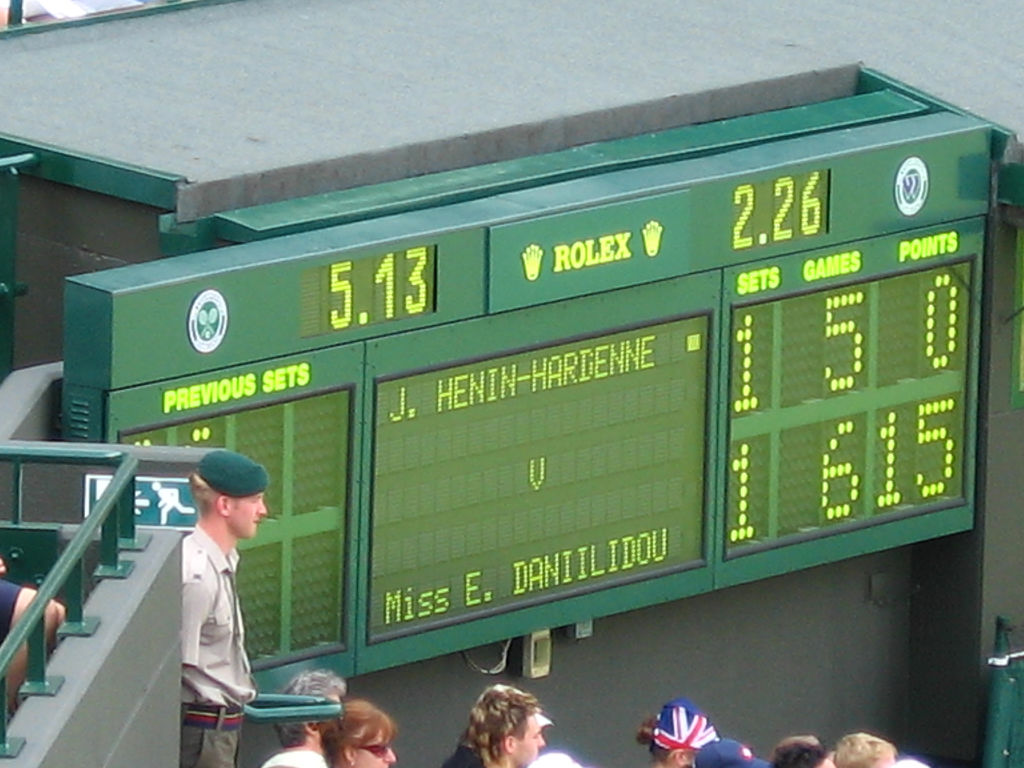
Bảng Ghi Điểm Wimbledon
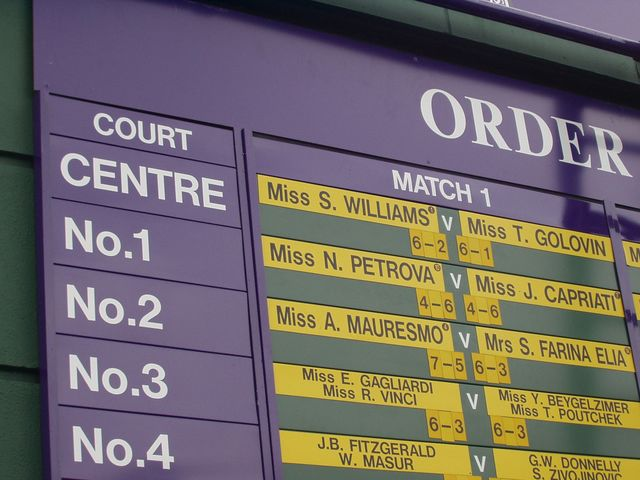
Thứ tự chơi trong ngày tại Wimbledon
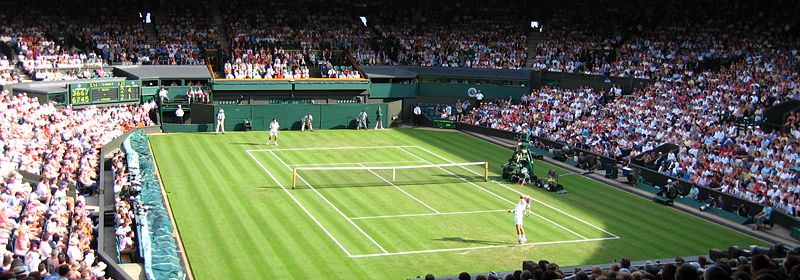
Sân Trung tâm Wimbledon 1
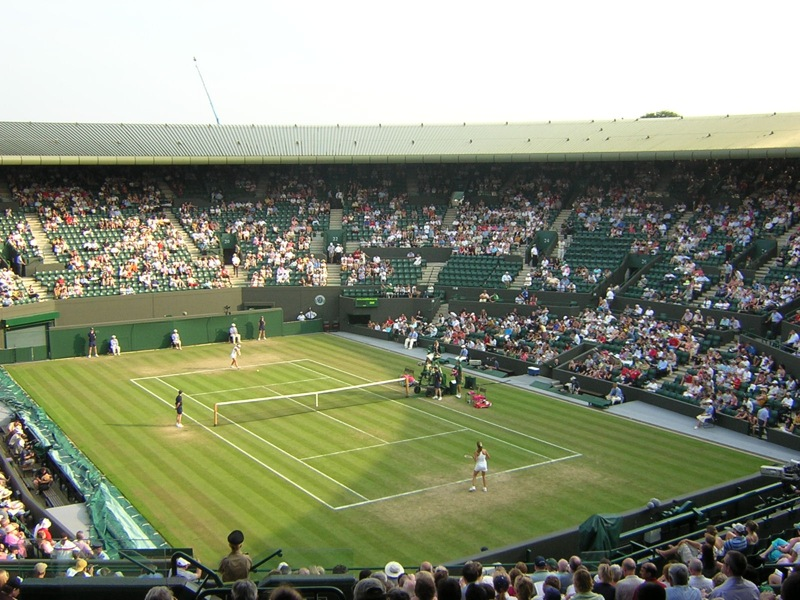
Wimbledon Sân Số 1
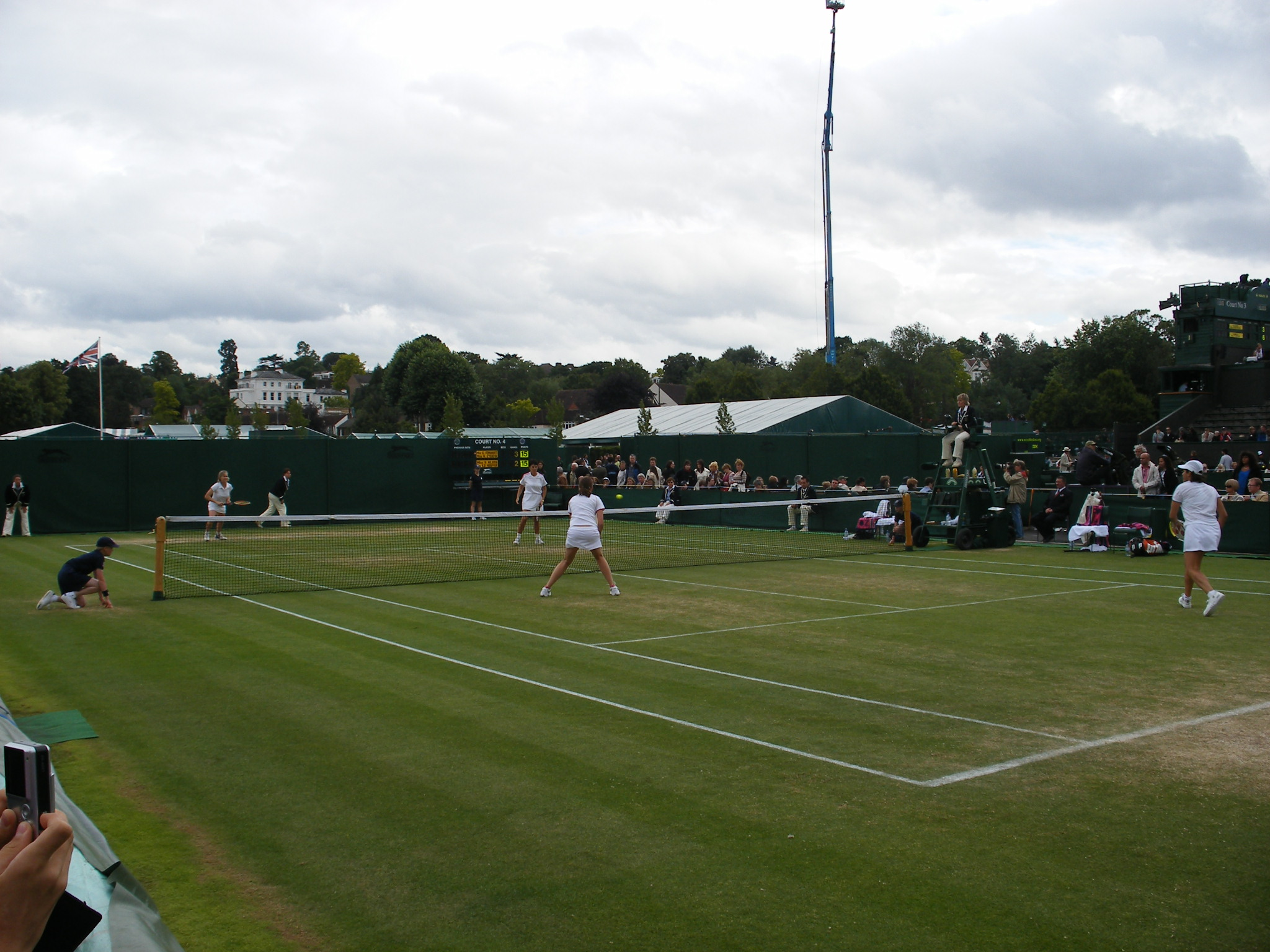
Sân 4 Wimbledon
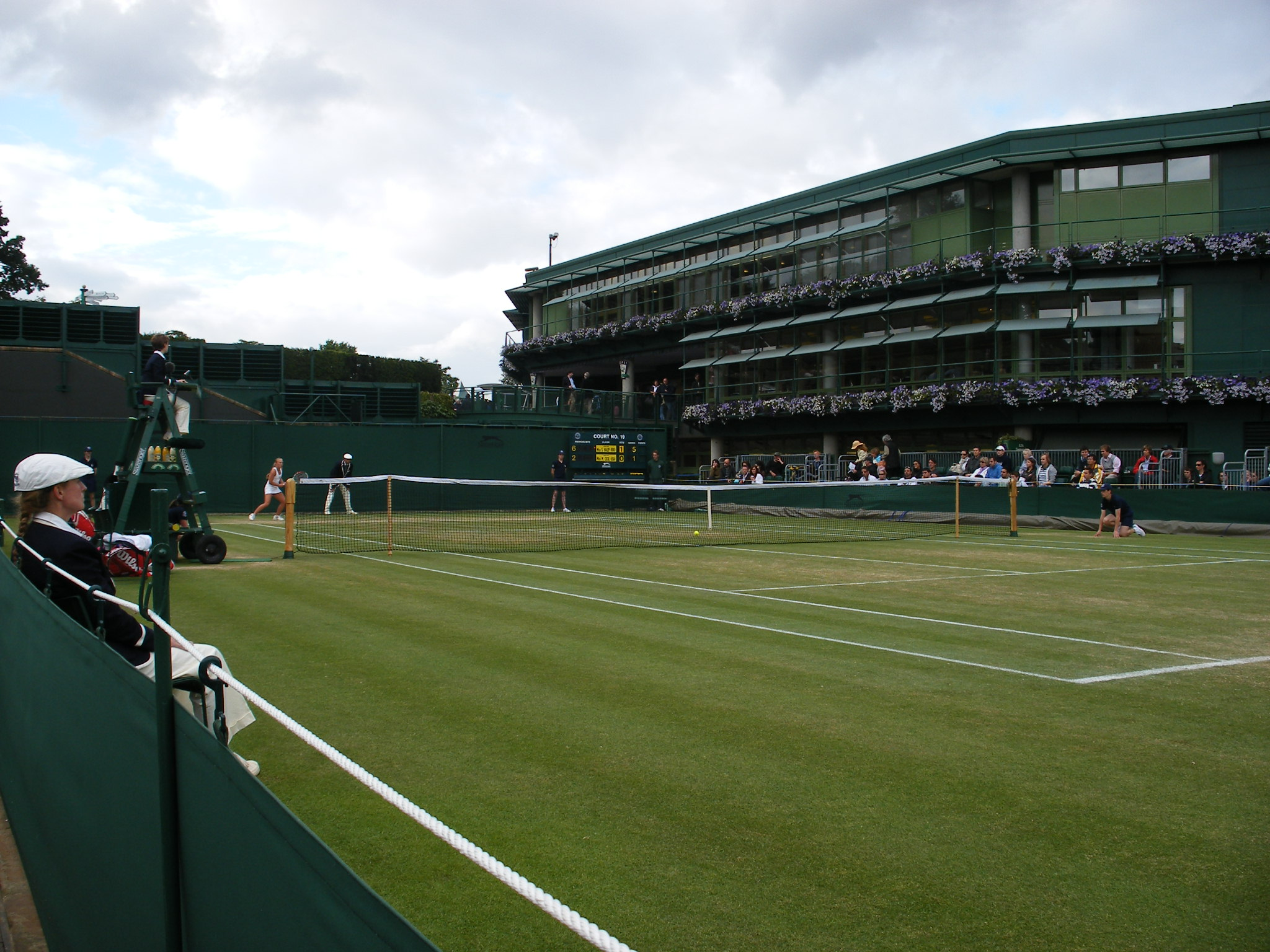
Sân 19 Wimbledon
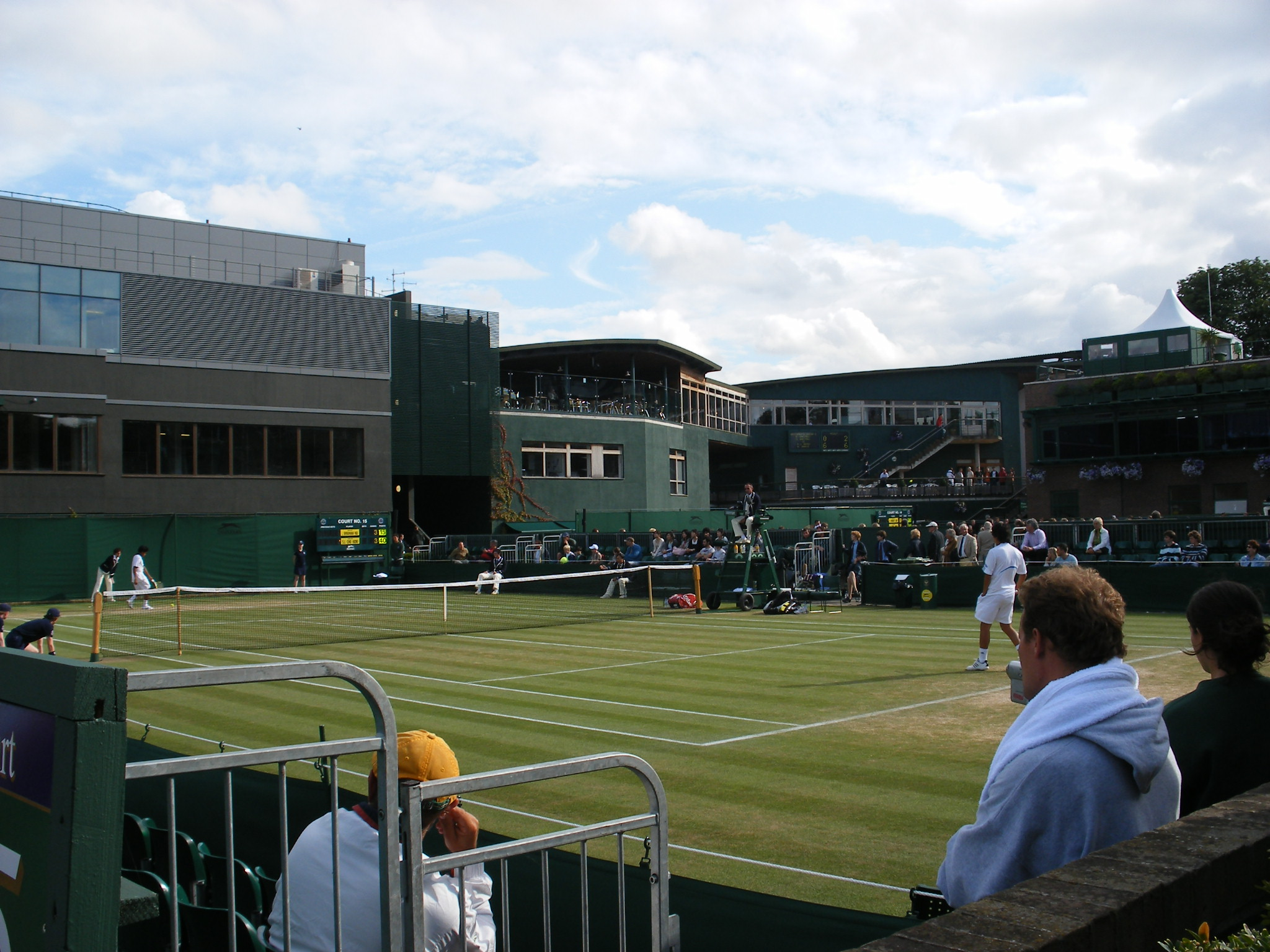
Sân 15 Wimbledon
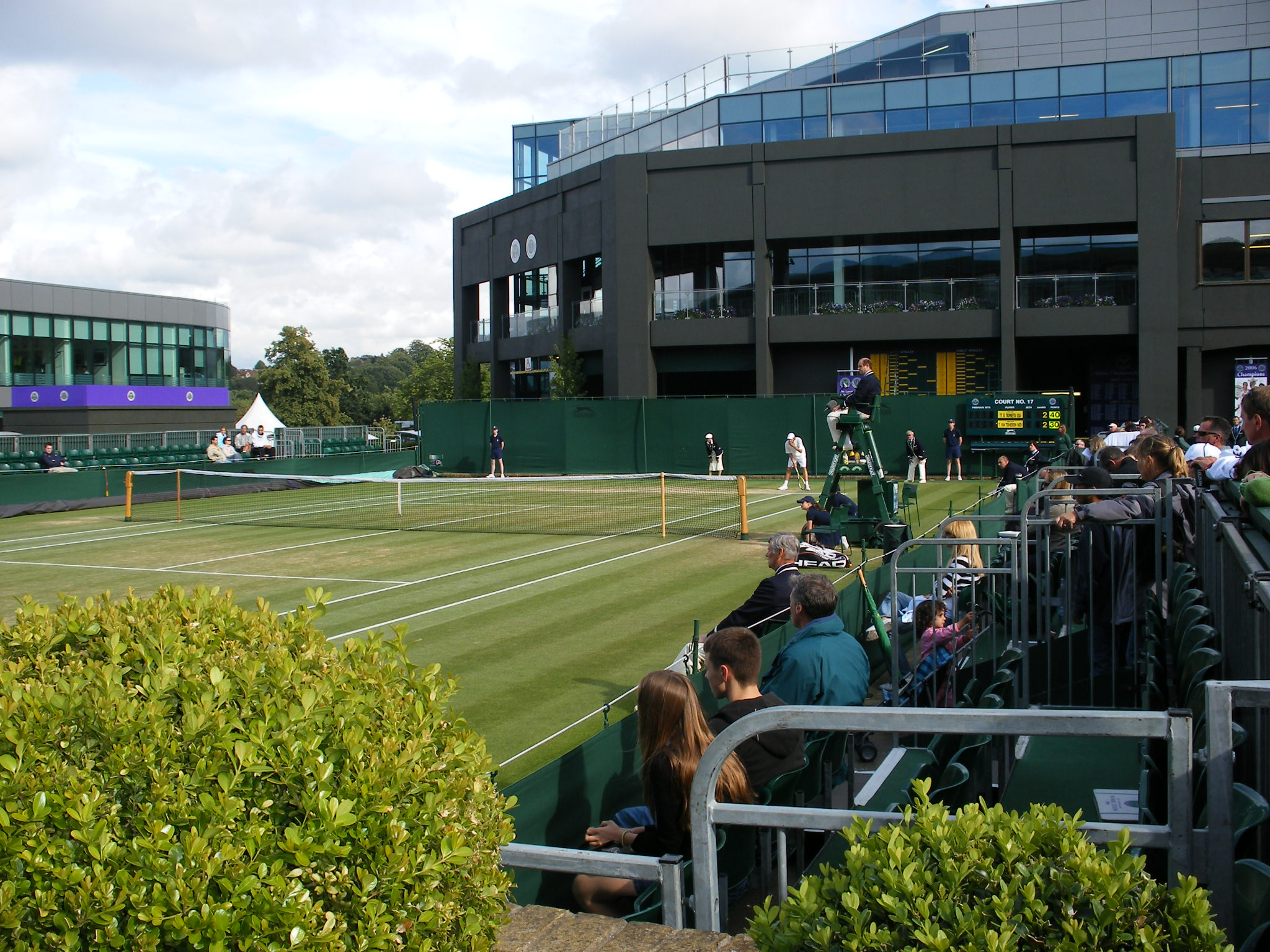
Sân 17 Wimbledon
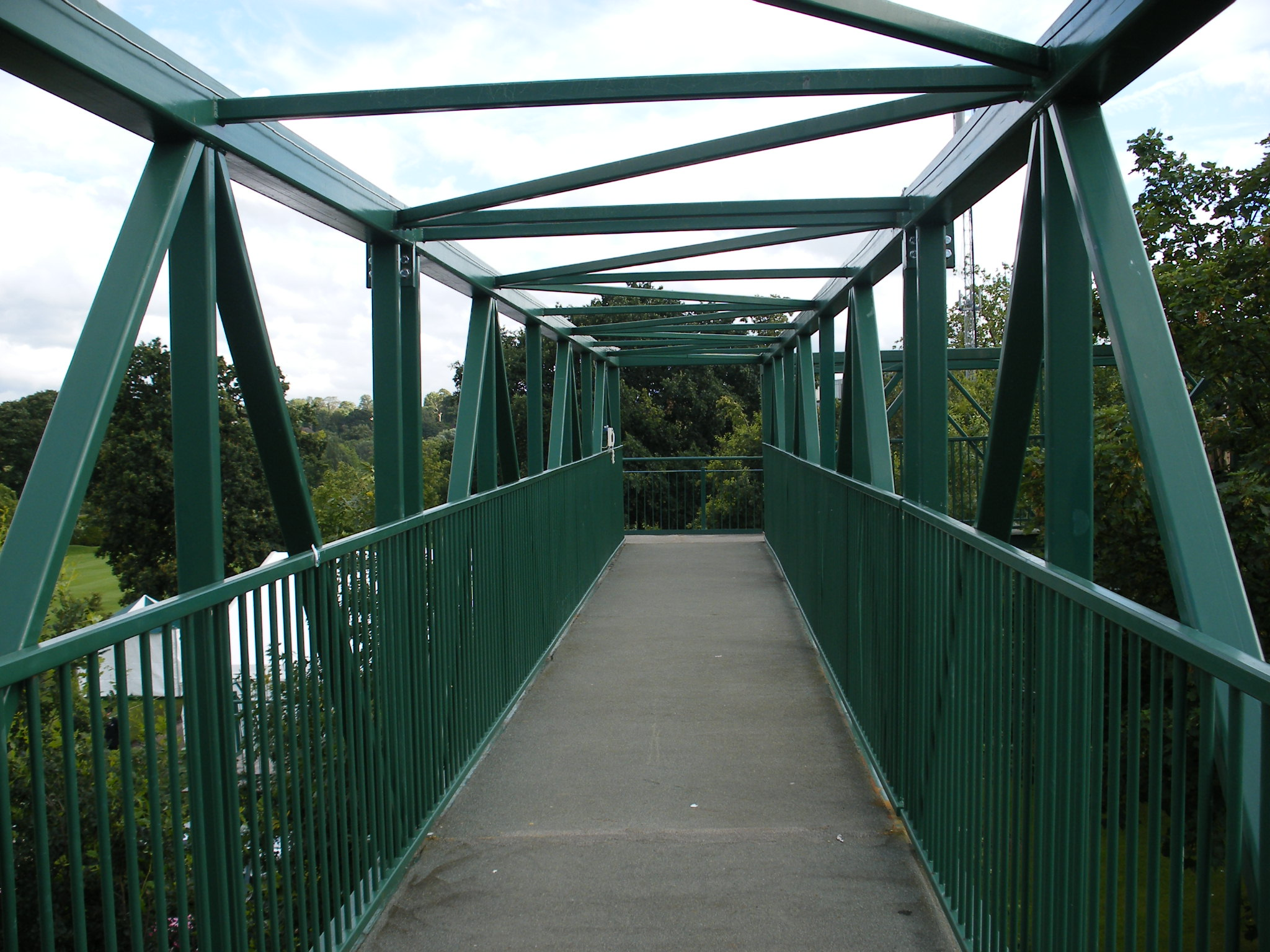
Cầu đứng đợi vé tại Wimbledon
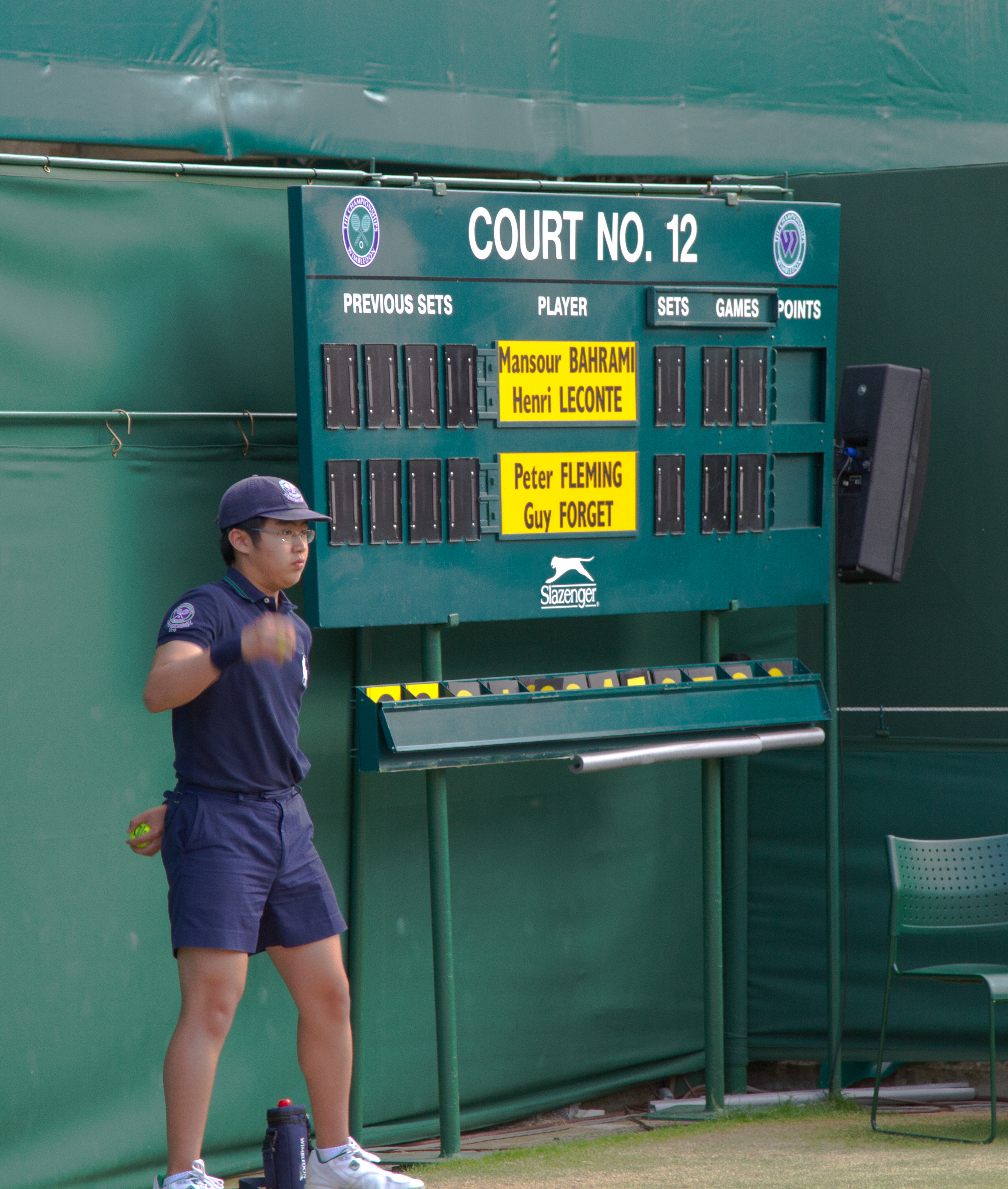
Bảng Ghi Điểm ở Sân 12